# サントリー
サントリー（英: Suntory）は、大阪府大阪市北区に本社を置くサントリーホールディングス株式会社（英: Suntory Holdings Limited）を中心とする、洋酒、ビール、清涼飲料水の製造・販売等を行う企業グループの総称およびブランド。事業の主要な部分はアルコール飲料だが、1980年代以降、清涼飲料水においても一定の地位を築いた。
かつては初代のサントリー株式会社を中心とするグループであったが、2009年4月1日より持株会社制に移行。2022年7月1日に子会社のうち日本国内の酒類事業が再編され、二代目のサントリー株式会社となった。

## 歴史・概要

### 創業から持株会社制導入以前
- 1899年（明治32年）2月1日 大阪市西区靱中通2丁目（現・靱本町1丁目）にて、鳥井信治郎が葡萄酒の製造販売を目的とした鳥井商店（とりいしょうてん）を創業。
- 1900年（明治33年）大阪市西区北堀江通2丁目（現・北堀江）へ移転、次いで大阪市西区西長堀北通2丁目（現・新町1丁目）へ移転。
- 1902年（明治35年）大阪市南区安堂寺橋通2丁目（現・中央区南船場）へ移転。
- 1906年（明治39年）9月1日  寿屋洋酒店（ことぶきやようしゅてん）と改称。
- 1912年（明治45年）3月15日 大阪市東区住吉町（現・中央区松屋町住吉）へ移転。
- 1913年（大正02年）2月  合名会社寿屋洋酒店に法人化。
- 1914年（大正03年）2月1日  合資会社寿屋洋酒店に組織変更。
- 1920年（大正09年）3月1日  富士醸造尼崎工場を譲り受け、兵庫県尼崎市大物町に登利寿株式会社を設立。
- 1921年（大正10年）12月1日  株式会社寿屋（ことぶきや）設立。
- 1922年（大正11年）3月6日  合資会社寿屋洋酒店および登利寿株式会社を株式会社寿屋に合併。
- 1945年（昭和20年）
  - 3月13日  大阪大空襲により本社全焼。臨時営業所を大阪市北区堂島中1丁目に開設。
  - 10月9日  大阪市北区堂島浜通2丁目2-1へ移転。
- 1958年（昭和33年）6月6日  大阪市北区中之島2丁目22新朝日ビル7階へ移転。
- 1963年（昭和38年）3月1日  サントリー株式会社と改称。
- 1971年（昭和46年）4月  大阪市北区堂島浜通2丁目1-40へ移転（現在地）。

1907年（明治40年）4月発売の「赤玉ポートワイン」（1973年「赤玉スイートワイン」と改称）が驚異的な売上を記録。1923年（大正12年）6月には竹鶴政孝が入社し、1929年（昭和4年）4月に日本初となる本格ウイスキー「サントリーウイスキー白札」（1964年「サントリーウイスキーホワイト」と改称）が発売された。この商品が初めて「サントリー」を冠した商品である。
「赤玉ポートワイン」の「赤玉」を太陽に見立ててサン（英語のsun）とし、これに鳥井の姓をつけて "sun" + "鳥井"（とりい）= "サントリー" とした。創業の基となった赤玉ポートワインに感謝し、太陽を忘れるなと言う思いを込めたものである。「鳥井さん」（とりい・さん）を逆さにしてサントリーとした、鳥井に三人の男子がいたから「三鳥井」にした、という説も広まっているが、これは誤りである。
1928年（昭和3年）12月に日英醸造を買収してビール事業に乗り出すが、1934年（昭和9年）2月に売却。同年3月には竹鶴が退社した。同年6月には、それまでスペインやチリからの輸入ワインに頼っていた「赤玉ポートワイン」の原料ワインの国産化に向けて、川上善兵衛の岩の原葡萄園の法人化に出資。1936年（昭和11年）1月開設の塩尻工場と同年10月に買収した山梨農場は現在も自社ワイナリーとなっている。
ビール事業が再開された1963年（昭和38年）3月に、新天地に向かう思いを込めて、現社名に商号変更した。

### 持株会社制導入以降
2009年（平成21年）2月16日に、持株会社としてサントリーホールディングス株式会社を株式移転で設立。
同年4月1日に、サントリー株式会社が吸収分割と新設分割を行い、コーポレート部門を持株会社に吸収。同時に、サントリーの各カンパニーや事業部を既存子会社への吸収、あるいは子会社の新設により独立。サントリー酒類株式会社（サントリーしゅるい。酒類事業会社・旧サントリー株式会社）、サントリーワインインターナショナル株式会社（ワイン事業会社）、サントリー食品インターナショナル株式会社（飲料・食品事業会社：当初は「サントリー食品」として設立）、サントリーウエルネス株式会社（健康食品事業会社）、サントリービジネスエキスパート株式会社（ビジネスサポート会社）として、持株会社傘下の完全子会社とし、純粋持株会社制に移行した。事業会社の多くは東京都港区台場2丁目3番3号（サントリーワールドヘッドクォーターズ）が登記上本店・本社所在地となっている。
現在、グループの主要業務はサントリーワールドヘッドクォーターズで行われ、サントリーホールディングスがグループ全体の経営戦略の策定・推進、およびコーポレート機能を担当し、その方針に沿ってグループ企業が事業活動を展開している。
2010年（平成22年）時点にて、グループの主要会社で本社が大阪にあるのはサントリーホールディングスのみである。酒類関連企業（サントリー酒類、サントリービア&スピリッツ）や飲料・食品関連企業（サントリー食品インターナショナル、サントリーフーズ）の中核会社は東京に本社を移転。サントリーホールディングスの関西財界における影響力は2010年代初頭においても強く残っており、課税等を含めて在阪有力企業の一つとして数えられている。
2015年（平成27年）4月に知財功労賞（経済産業大臣表彰）を受賞。
2018年8月17日に初のサントリー公式バーチャルYouTuber「燦鳥ノム」のデビューを発表した。
2020年9月3日に港区との地域社会の発展に関する包括連携協定を締結した。
2022年現在のコーポレート・メッセージは「水と生きる SUNTORY」、またロゴマークも飲料品企業として関わりの深い「水」をモチーフにしたデザインおよびカラー（水色）となっている。過去には「人と自然と響きあう」ということで「響」の文字をモチーフにしたロゴマークと提供クレジットも存在した。なお、響のマークは現在もサントリーのウイスキー瓶の蓋の部分にあしらわれている。さらに、それ以前の提供番組でのクレジットの読みは「世界の名酒 サントリー」 であり、ロゴマークは楕円の中に「サントリー」表記 であった。

## 特徴

### 銀行との関係
メインバンクは三和銀行→UFJ銀行→三菱東京UFJ銀行（現三菱UFJ銀行）であり、三和グループの三水会とその後身社長会である水曜会及びみどり会にも加盟している一方、三井グループの広報を務める団体・三井広報委員会にも加盟していたため三井系の企業とみなされることもあるが、同じ関西系企業の住友グループとの繋がりも非常に強い。事実、多くの住友系企業のビル内部にはアサヒ飲料とサントリーの2社の自動販売機が設置されている。また、住友系と目されているダイキン工業との繋がりも非常に強固であり、特にサントリー及びダイキン工業の先代経営者だった、佐治敬三と山田稔とは個人的にも非常に親しい関係であった。山田の子息がサントリーに入社している事からもその事が窺える。

### 非上場企業
東京証券取引所や世界の証券取引所に上場しない非上場企業であり、発行済株式数の約9割を、創業家の資産管理会社である寿不動産が所有している。非上場大企業の代表として、上場持株会社のサントリー食品インターナショナルを除き上場していない。
非上場の理由として「酒の醸造には時間が掛かり、短期的な利益を要求される株式公開に馴染まない」「株主に商品の味を左右されたくないから」または「直接的な利益に結びつかないメセナ事業のリストラを要求されるため」と言われている。佐治信忠は結果として「ビール事業が軌道に乗ったのも、株式非公開だったから」と述べている。
一方で、2012年（平成24年）2月8日に行われた、2011年12月期の決算発表の際には、佐治信忠自らが記者会見で、自身の勇退に加えて、会社の資金調達の手段として「上場を次の社長にやってもらう」と発言するなど、これ以降の会社運営のあり方に含みを残している（ただし、次期社長である新浪剛史の社長就任後も、非上場のままで現在に至る）。

#### 上場子会社
清涼飲料事業の子会社サントリー食品インターナショナルが東証プライム市場に上場している。かつては外食事業の子会社ダイナックホールディングスが東京証券取引所第2部に上場していたが、サントリーホールディングス公開買付けにより2021年5月29日に上場廃止した。

### 事業戦略
人口減少に伴う国内市場の縮小を睨み、近年では海外事業の強化のための企業買収が活発になっている。2009年には企業買収総額は約4000億円に上っており、買収資金の多くを銀行借り入れで賄っていることからサントリーの財務体質を懸念する声も上がった。
- 1983年（昭和58年）、3級の格付けを誇るフランスボルドーの名門シャトー・ラグランジュ（英語版）を買収。
- 1984年（昭和59年）、中国連雲港市に現地法人を設立。
- 1990年（平成2年）、フランスのシャトー・セント・ジーンを買収
- 1994年（平成6年）、イギリスのウィスキー醸造所モリソン・ボウモアを買収。ボウモア蒸留所、グレンギリー蒸留所（英語版）、オーヘントッシャン蒸留所（英語版）などを傘下に収めた。
- 2009年（平成21年）、ブラックストーン・グループとライオン・キャピタル（英語版）からオランジーナの銘柄を持つフランスの清涼飲料メーカー、オレンジーナ・シュウェップスを約3500億円で買収。
- 2009年（平成21年）7月13日、大手麦酒メーカーのキリンホールディングスとの間で、持ち株方式による経営統合を計画し、交渉開始を発表[16]。統合すれば、世界最大級の飲料メーカーとなる予定であった。しかし、サントリーの創業家の資産管理会社である寿不動産株式会社が、統合会社の3分の1以上の株式を保有するかなど統合比率などで交渉が難航した。2010年2月8日に「両社の認識が一致せず」との理由により交渉打ち切りが発表された[17][18]。
- 2014年（平成26年）、ジム・ビームの銘柄を保有していたビーム社全株を総額160億ドルで取得、買収することで合意し[19]、買収後のビーム社はビーム サントリーとしてサントリー酒類のスピリッツ事業と統合する[20]。

## 歴代社長
四代目までの社長は鳥井姓と佐治姓を名乗っているが、佐治姓は創業者鳥井信治郎の長男・吉太郎が早世のため、二男・佐治敬三が姻族の佐治家を承継した後に同社社長に就任した事による。
- 初代：鳥井信治郎（1921年-1961年）
- 二代：佐治敬三（1961年-1990年）
- 三代：鳥井信一郎（1990年-2001年）
- 四代：佐治信忠（2001年-2014年）
- 五代：新浪剛史（2014年-2025年）
- 六代：鳥井信宏（2025年-）

## 本社
創業当初より大阪市に本社を構えているが、1921年（大正10年）12月の株式会社寿屋設立時より出張所を東京に設置しており、1950年（昭和25年）7月に支店へ、1962年（昭和37年）6月に支社へ昇格。所在地は有楽町→日本橋蛎殻町→大手町（新大手町ビル3階）→元赤坂（旧・東京サントリービル。現・赤坂見附MTビル）→台場と変遷し、2005年（平成17年）1月竣工 の現・東京社屋は「サントリーワールドヘッドクォーターズ」と称している。一方、大阪市の本社は「本社（大阪オフィス）」と案内されている。

## 主たる事業
ワインを除く酒類事業については、従来製造・販売の統括会社「サントリー酒類株式会社（初代）」と、その子会社である販売会社「サントリービア&スピリッツ株式会社」が担当していた。
2014年5月1日（日本時間）にサントリーホールディングス株式会社が米ビーム社の買収を完了し、ビーム社はビーム サントリー（Beam Suntory Inc.）に社名変更してアメリカを含めた全世界におけるスピリッツ事業（ウイスキーなど）を統括することとなり、サントリー酒類株式会社（初代）は日本国内市場を担当することとなった。また、同年10月1日付の組織再編に伴って、サントリー酒類株式会社（初代）はスピリッツ事業とビール事業に分割し、同社はスピリッツ事業の専業会社となるとともにビーム サントリーの傘下に入り経営統合。ビール事業は新設の「サントリービール株式会社」に分社化された。併せて、販売会社のサントリービア&スピリッツ株式会社はワイン事業会社のサントリーワインインターナショナル株式会社から営業部門が移管され、酒類の販売部門が統合された。
更に、前述の2014年10月の組織再編に伴う事業内容の変更に伴って、2015年1月1日付で、スピリッツ事業製造・正規輸入会社のサントリー酒類株式会社（初代）は「サントリースピリッツ株式会社」に、ワインを含めた酒類販売会社のサントリービア&スピリッツ株式会社は「サントリー酒類株式会社（2代目）」にそれぞれ社名変更した。
2017年4月1日に日本国内での酒類事業の一体運営体制の強化を目的に「サントリーBWS株式会社」が設立され、サントリービール株式会社、サントリーワインインターナショナル株式会社、サントリー酒類株式会社（2代目）をサントリーBWS株式会社の傘下に置き、サントリースピリッツ株式会社との連携も行う体制となった。
2022年7月1日の組織再編によりサントリーBWS株式会社、サントリービール株式会社、サントリースピリッツ株式会社、サントリーワインインターナショナル株式会社、サントリー酒類株式会社（2代目）を経営統合して「サントリー株式会社（2代目）」が発足し、日本国内での酒類事業を一手に担うこととなった。

### スピリッツ事業

#### ウイスキー

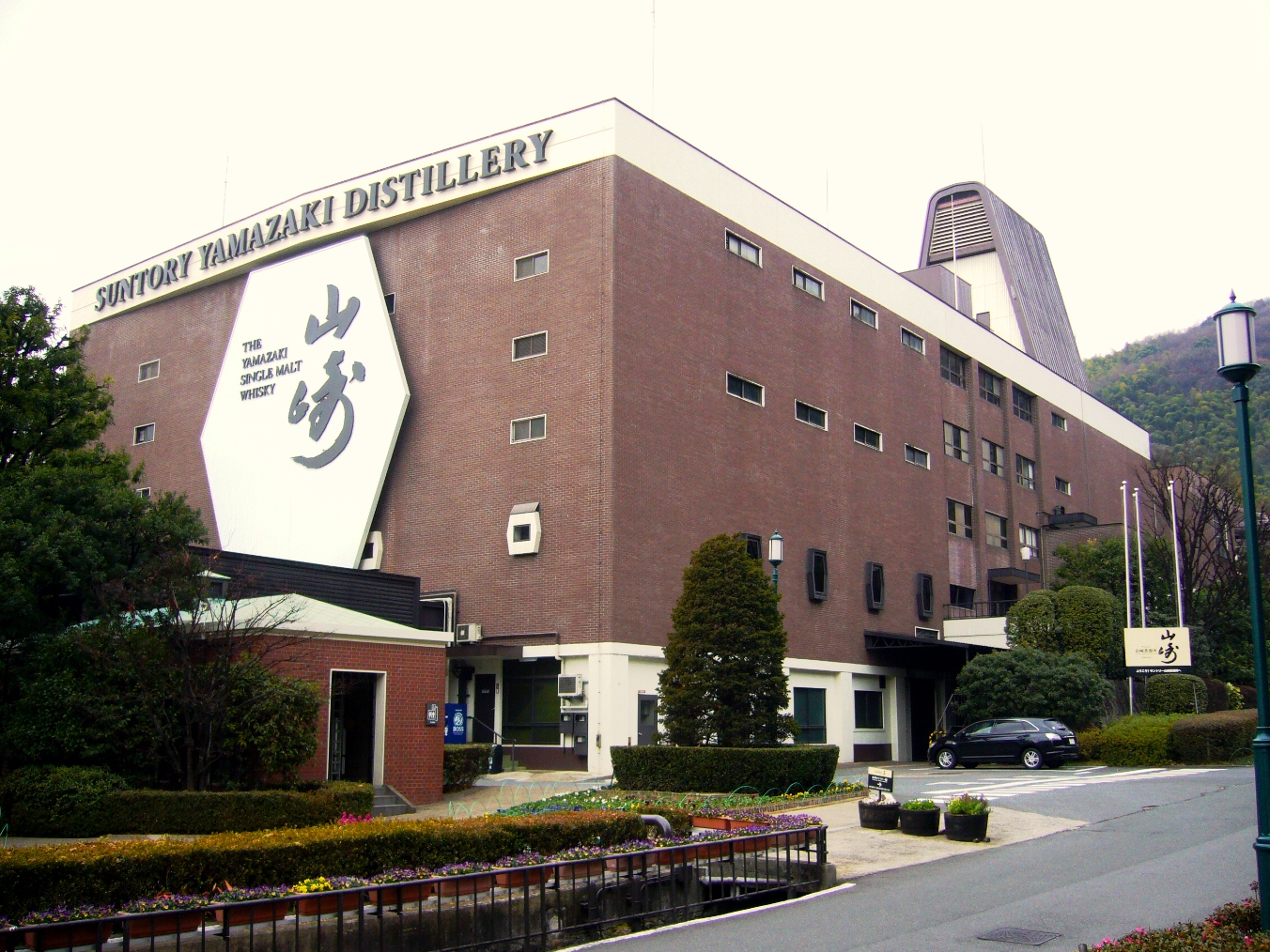
サントリー山崎蒸溜所

大阪府三島郡島本町にサントリー山崎蒸溜所、山梨県北杜市にサントリー白州蒸溜所を持ち、日本初の本格的なウイスキー「ホワイト」（発売当初の名は「白札」、1929年出荷開始）や、「サントリー角瓶」（発売当初の名は「サントリーウヰスキー十二年」、1937年出荷開始）をはじめ、「トリスウイスキー」（1946年出荷開始、1961年の懸賞キャンペーン「トリスを飲んでHawaiiへ行こう!」が流行語に）、「サントリーローヤル」（1960年出荷開始）、「山崎」、「響」などを製造販売している。ウイスキー製造業者としては日本最大手である（2005年現在）。ウイスキー製造立ち上げ時の山崎工場長は後のニッカ創業者竹鶴政孝である。竹鶴は鳥井信治郎の長男・吉太郎の帝王教育も引き受けている。
全国農業協同組合中央会（JA全中）との共同出資で設立した愛知県知多市にあるサントリー知多蒸溜所ではグレーンウイスキーを製造している。
日本のウイスキーメーカーとしては初めて本格的にロシア市場へ参入し、2006年10月からはロシアの輸入販売代理店「VELD21」を通して、ロシア市場で本格的にウイスキーの販売を開始。
マスターブレンダー
- 鳥井信治郎（初代、1879年-1961年）
- 佐治敬三（第2代、1961年-2002年。初代・信治郎の二男）
- 鳥井信吾（第3代、2002年-。初代・信治郎の孫）

#### 国産リキュール・スピリッツ
大阪府大阪市港区にあるサントリー大阪工場を中心に、ブランデー、ジン、ウォッカ、焼酎などを製造している。

### ビール事業

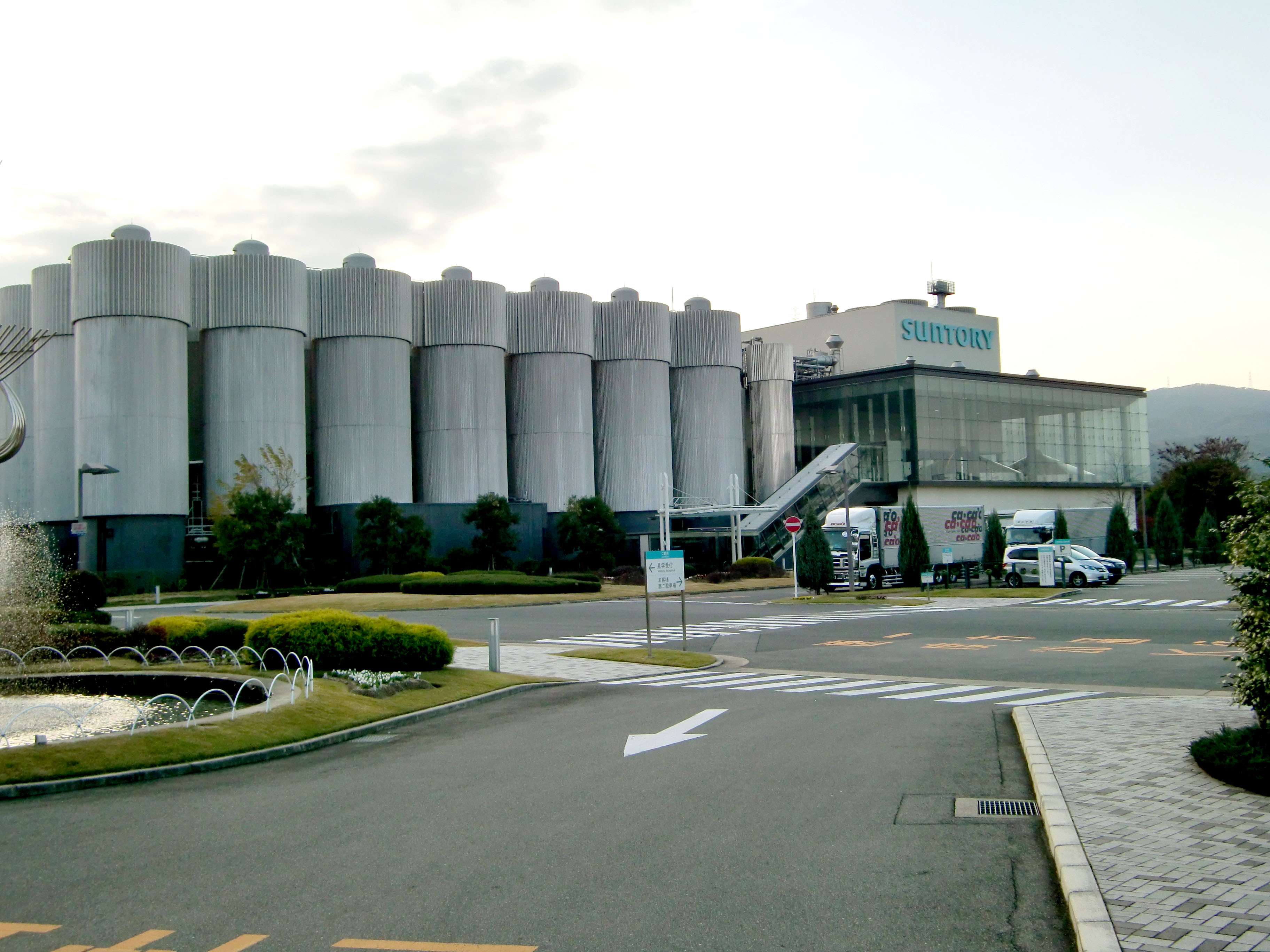
サントリー京都ビール工場

- 1928年（昭和3年）に、神奈川県横浜市鶴見区の日英醸造（商標名「カスケードビール」）を買収して「新カスケードビール」を製造販売した。
- 1930年（昭和5年）に、前首相（当時）・田中義一の愛称にちなんで「オラガビール」と改称し、低価格競争を仕掛けたが、大手各社の反撃に遭い、1934年（昭和9年）に、ビール事業からの一時撤退を余儀なくされる。
- 1963年（昭和38年）、東京都府中市に武蔵野ビール工場を開設。「サントリービール」を発売して、大手三社による寡占状態にあったビール業界へ再進出した。

後に佐治敬三は、ビール業界に再進出した当時の経緯について、「洋酒が絶好調で作れば何ぼでも売れる状態。そんなことでは（=努力しなくても売れることに慣れれば）会社がやがて傾く。だからビールに再進出した」と語っている。
- 1967年（昭和42年）に「純生」を発売、この時「生ビールの定義」や「純生」の商標登録を巡って他のビール会社との間で論争が展開されたが、サントリーの主張が認められる形で終結した（詳細は「生ビール#歴史」を参照）。
- 1969年（昭和44年）、京都府乙訓郡長岡町（現：長岡京市）に桂ビール工場を開設。
- 1982年（昭和57年）、群馬県邑楽郡千代田町に利根川ビール工場を開設。
- 1980年代末からのドライ戦争の只中に、麦芽100%ビール「モルツ」を発売し、以降同社の主力ビールとなる。CMでも、1980年代にペンギン（パピプペンギンズ）のアニメCM、1990年（平成2年）にプロ野球OBで作られた球団「MALT'S」のCMで多く話題を提供する。
- 1994年（平成6年）には、格安の輸入ビールに対抗する手段として、日本で長年休眠状態になっており、当時の酒税法税率が大幅に安く定められていた、酒類の発泡酒を再認識し、麦芽使用量を発泡酒の定義内に収め、低価格化した商品「ホップス」（HOP'S）を発売[29][30]。当初は「節税ビール」と呼ばれたこともあったが、価格の安さと味がビールと小異であったことからヒット商品になり、他社も追随して発泡酒に参入した[30]。ここでも、CMでは、「ホップス」に菅原文太と松方弘樹といった東映の往年の任侠映画俳優を起用。「喉の、ホトケさんが、シュワシュワ〜」（菅原）という名台詞を作り、菅原の物真似によく使われ、話題を提供した。
- 2000年（平成12年）、桂ビール工場を京都ビール工場と改称。
- 2003年（平成15年）、熊本県上益城郡嘉島町に九州熊本工場を開設。
- 2004年（平成16年）10月にサントリーは社内カンパニー制を導入しているが、ビール事業は40年間赤字続きであるため、利益率の高いRTD（Ready To Drink、低アルコール飲料）事業を含むビール・RTDカンパニーとすることでビール事業のカンパニーの収支をトントンにするという方策が取られた[31]（2005年9月1日付でビール・RTDカンパニーとワイン&スピリッツカンパニーは統合され、酒類カンパニーになっている[32]）。
- 2005年（平成17年）全てのビールを天然水仕込に変更。同2005年、「ザ・プレミアム・モルツ」がビールとして日本初のモンドセレクション最高金賞を受賞し、サッポロの「ヱビスビール」を中心とするプレミアムビール市場に一石を投じた。2006-2007年にも、モンドセレクション最高金賞を連続受賞（3年連続最高金賞受賞により「ハイ・クオリティ・トロフィー」を授与されている）。
- 2007年（平成19年）新ジャンル（第三のビール）である「金麦」を発売。「ザ・プレミアム・モルツ」「金麦」「ジョッキ生」の好調が追い風となる
- 2008年（平成20年）上半期には、ビールへの参入を行って初めて日本での課税出荷量の業界シェアの第3位を確保[33][34][35]。また1963年から45年目にしてビール事業が初の黒字となる見通しになった[36]。
- 2009年（平成21年）2月3日の2008年12月期連結決算発表により、ビール事業が初の黒字に転じたと発表、過去最高益も更新することになった[37]。
- 2009年（平成21年）7月24日に、イオンとセブン&アイ・ホールディングス向けに、OEMとしてプライベートブランドの新ジャンルを発売。イオンへは「トップバリュ 麦の薫り」を、セブン&アイHDへは「セブンプレミアム THE BREW ノドごしスッキリ」の名称で発売。（「トップバリュ麦の薫り」は2009年12月に生産終了[38]。）2009年（平成21年）の日本におけるビール類出荷量シェアで、引き続き第3位を維持[39]。
- 2010年2月9日の2009年12月期連結決算発表により、ビール類事業が2年連続の黒字を確保と発表、過去最高益も2年連続で更新した[40]。
- 2012年（平成24年）には、発泡酒はビール類全体の2%までに落ち込み、2012年（平成24年）6月の「MD（マグナムドライ） ゴールデンドライ」の製造出荷を最後に、一旦は発泡酒の販売を販売を終了していた[41]
- 2014年（平成26年）9月に、プリン体0.00・糖質0設計の「おいしいZERO」を発売したことで、2年3ヶ月ぶりに発泡酒の販売を再開している。

なお、先述の通り、サントリーは2014年（平成26年）10月1日付けの組織再編に伴い、「サントリー酒類」からビール関係の部門を再分社化し、新会社「サントリービール株式会社」（法人番号：4010401111738）に委譲することになった が、2022年（令和4年）7月1日付の経営統合により、再びサントリー（2代目）が担うようになっている。
- 2023年（令和5年）4月4日、「モルツ」を主力ブランドにするために製造・販売を休止していた「サントリー生ビール」を"グッとくる飲みごたえと、かつてない飲みやすさ"を両立した、"これからの時代のビール"として再発売した。

日本国外では、2012年に青島ビールとの合弁会社を設立して、中華人民共和国に進出。合弁は2015年に解消されているが、以後も青島ビールがライセンス供与を受ける形で「三得利」ブランドのビールを製造・販売している。またそれ以外に、日本からの輸出の形で、大韓民国・シンガポール・タイ王国・ベトナムなどでも販売を行っている。
- 2017年（平成29年）3月14日 サントリー武蔵野ビール工場、サントリー京都ビール工場、サントリー利根川ビール工場、サントリー九州熊本工場は、「サントリー〈天然水のビール工場〉」に名称を変更[注釈 8]。

#### 工場所在地
- サントリー 〈天然水のビール工場〉 東京・武蔵野ブルワリー 東京都府中市矢崎町3-1（旧称 武蔵野ビール工場 製造所固有記号：+F）
- サントリー 〈天然水のビール工場〉 京都ブルワリー 京都府長岡京市調子3-1-1（旧称 京都ビール工場 製造所固有記号：+E）
- サントリー 〈天然水のビール工場〉 群馬・利根川ブルワリー 群馬県邑楽郡千代田町大字赤岩字くらかけ2712（旧称 利根川ビール工場 製造所固有記号：+P）
- サントリー 〈天然水のビール工場〉 熊本・阿蘇ブルワリー 熊本県上益城郡嘉島町大字北甘木字八幡水478（九州熊本工場[注釈 9] 製造所固有記号：+Y）

武蔵野ビール工場では新しいビールの開発も行われており、工場見学が可能である。
なお、松任谷由実の代表曲「中央フリーウェイ」の歌詞に出てくる『ビール工場』とは、中央自動車道脇にある「武蔵野ビール工場」のことである。

### ワイン事業

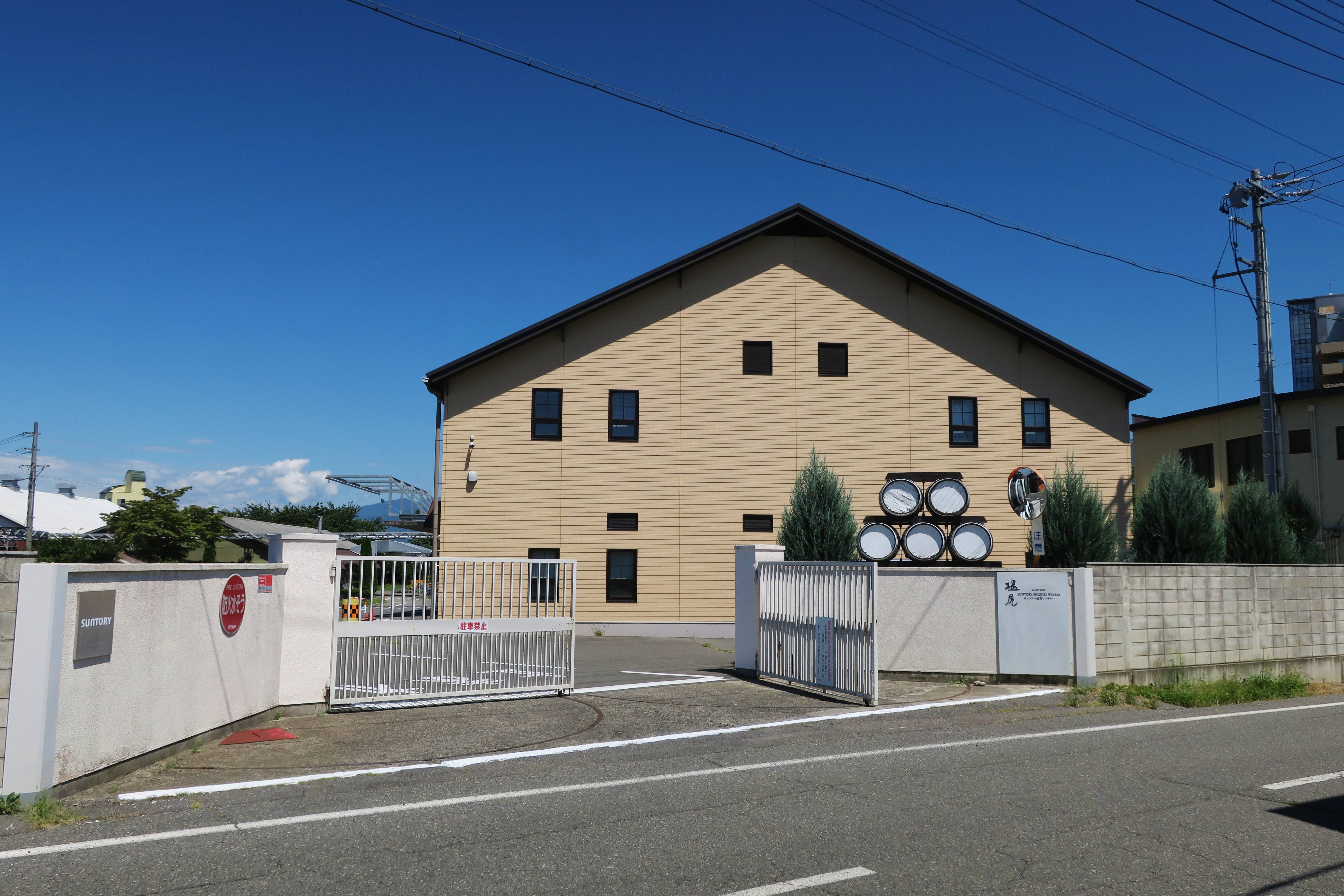
サントリー塩尻ワイナリー

山梨県甲斐市にサントリー登美の丘ワイナリー、長野県塩尻市にサントリー塩尻ワイナリーを持つ。これら自社ワイナリーの他に、新潟県上越市にある岩の原葡萄園とは、共同出資・共同経営で法人化した経緯があり、関係が深い。登美の丘ワイナリーと岩の原葡萄園は見学も可能である（事前予約制）。
- 1890年、川上善兵衛によって岩の原葡萄園開設
- 1909年、小山新助によって登美農園開設
- 1934年6月、岩の原葡萄園を川上家と寿屋の共同出資・共同経営による株式会社寿葡萄園として法人化
- 1936年
  - 1月、寿葡萄園塩尻工場開設（現・サントリー塩尻ワイナリー）
  - 3月、寿葡萄園を岩の原葡萄園と改称
  - 7月、塩尻工場の経営を岩の原葡萄園から寿屋に移す
  - 10月、競売で落札した登美農園を寿屋山梨農場とする（現・サントリー登美の丘ワイナリー）

また各国のワインの輸入・販売を行うとともに、荒廃していたボルドーワインの名門シャトーであるラグランジュを買収し立て直す など、中長期的な活動も積極的に行っている。
これらワイン事業の多くは、2022年7月にサントリー(2代目)に再編・統合されるまではサントリー(初代)のワイン事業部を継承した完全子会社である「サントリーワインインターナショナル株式会社」が行っていた。
受賞歴
「日本ワイナリーアワード（Japan Winery Award）」
- 「第1回 日本ワイナリーアワード 2018」 - 五つ星獲得[48]
- 「第2回 日本ワイナリーアワード 2019」 - 五つ星獲得[49]
- 「第3回 日本ワイナリーアワード 2020」 - 五つ星獲得[50]
- 「第4回 日本ワイナリーアワード 2021」 - 五つ星獲得[51]
- 「第5回 日本ワイナリーアワード 2022」 - 五つ星獲得[52]
- 「第6回 日本ワイナリーアワード 2023」 - 五つ星獲得[53]

「日本ワインコンクール（Japan Wine Competition）」
- 第5回 2007年（平成19年）金賞受賞[55]
  - 国内改良・白「サントリー塩尻ワイナリー 信州シャルドネ 2005」
- 第10回 2012年（平成24年）金賞受賞[56]
  - 欧州系・白「登美 白 2010」
  - 甲州・辛口「サントリージャパンプレミアム 甲州 2011」
- 第11回 2013年（平成25年）金賞受賞[57]
  - 欧州系・赤「サントリージャパンプレミアム かみのやまメルロ 2011」
  - 欧州系・赤「サントリー登美の丘ワイナリー 登美 赤 2008」
- 第12回 2014年（平成26年）金賞受賞[58]
  - 欧州系・赤「サントリー登美の丘ワイナリー 登美 赤 2010」
  - 欧州系・白「サントリージャパンプレミアム 信州シャルドネ 2013」
  - 国内改良・赤「サントリーフロムファーム 塩尻マスカット・ベーリーA 2012」
- 第13回 2015年（平成27年）金賞受賞[59]
  - 欧州系・赤「サントリージャパンプレミアム 岩垂原メルロ 2012」
  - 欧州系・赤「サントリージャパンプレミアム 塩尻メルロ 2011」
  - 欧州系・白「サントリージャパンプレミアム 津軽シャルドネ 2013」
- 第14回 2016年（平成28年）金賞受賞[60]
  - 欧州系・赤「サントリー登美の丘ワイナリー 登美 赤 2013」
  - 欧州系・白「サントリージャパンプレミアム 津軽産ソーヴィニヨン・ブラン 2015」
- 第15回 2017年（平成29年）金賞受賞[61]
  - 欧州系・赤、部門最高賞「サントリー登美の丘ワイナリー 登美 赤 2012」
  - 欧州系・白「サントリージャパンプレミアム 高山村産シャルドネ 2016」
  - 欧州系・白「サントリージャパンプレミアム 津軽産ソーヴィニヨン・ブラン 2016」
- 第16回 2018年（平成30年）金賞受賞[62]
  - 欧州系・赤「サントリージャパンプレミアム 津軽産ソーヴィニヨン・ブラン 2017」
- 第18回 2023年（令和5年）金賞受賞[63]
  - 欧州系・赤、部門最高賞「サントリーフロムファーム 塩尻マスカット・ベーリーA 2019」
  - 国内改良・赤「サントリーフロムファーム 塩尻マスカット・ベーリーA 2019」

### 清涼飲料水部門

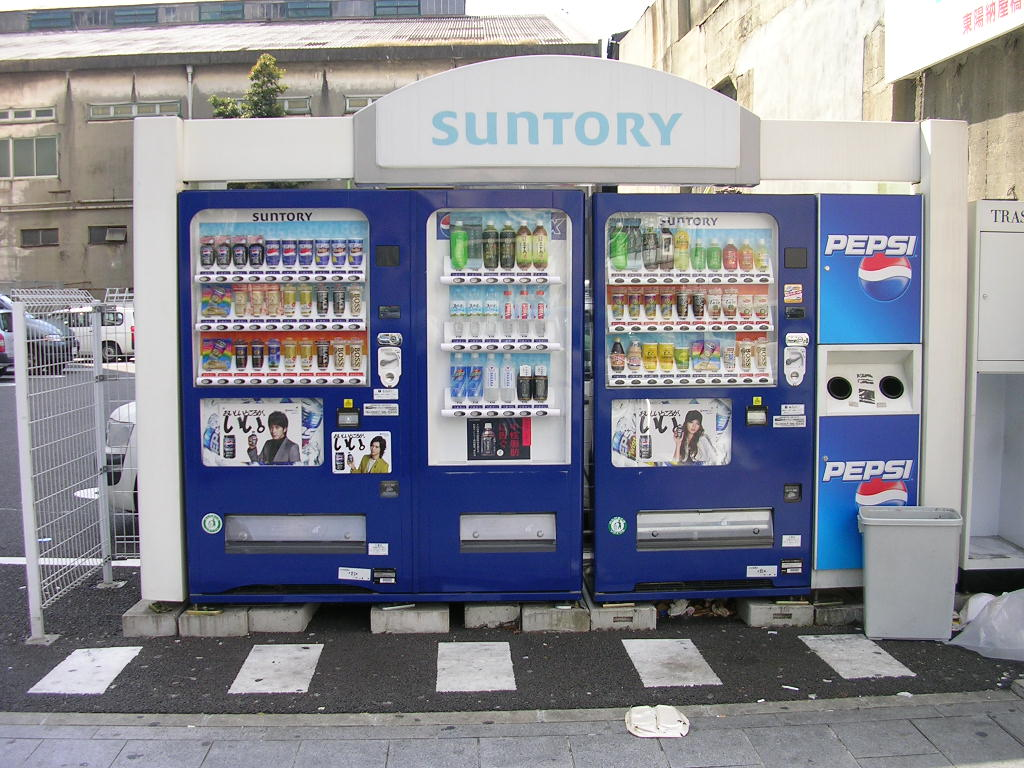
自動販売機の一例

「サントリーエード」「サントリーウーロン茶」「NCAA」「伊右衛門」「なっちゃんシリーズ」に代表される清涼飲料水も製造販売し、日本有数の飲料会社となる。1997年にはアメリカ合衆国のペプシコ社から日本でのペプシコーラ事業を譲り受けている。なお、持株会社制移行に伴い、清涼飲料水事業は、製造・販売の統括会社として「サントリー食品インターナショナル株式会社」（当初は「サントリー食品株式会社」）が設立された。また、同事業の販売部門の大半は、その子会社であるサントリーフーズ株式会社（東京）に移管された。
- 黒烏龍茶 - 特定保健用食品
- スターバックス関連商品 - アメリカのスターバックス社と提携し、コンビニエンスストア販売用として2005年にチルドカップコーヒー「スターバックス・ディスカバリーズ」を、2008年に缶コーヒー「スターバックス・ダブルショット」を発売[64]。チルドカップコーヒーの製造は、タカナシ乳業に委託。2005年9月27日、シアトル（ラテ）とミラノ（エスプレッソ）の二銘柄を、首都圏にて先行発売、同時に爆発的ヒット商品となり品切れが相次いだため、エスプレッソの一時生産・出荷を中止して、生産をラテに集約する事態となった。チルドカップコーヒーは販売エリアやラインナップを拡大しており、沖縄県を除く全国で販売。缶コーヒーは当初関東地方1都6県および甲信越・静岡県[注釈 10] のコンビニエンスストア限定販売だったが、売上が好調であった事から全国に拡大して販売[65]。
- 2009年に買収したフランスのオランジーナ・シュウェップスには、同国で根強い人気を誇る炭酸飲料オランジーナや欧州20カ国で販売される炭酸飲料シュウェップス[注釈 11]、果汁飲料のオアシス、トリーナ等のブランドを揃えている。
- ZONe - エナジードリンク

### 健康食品・化粧品事業
主にセサミン（ゴマ由来の成分）や黒酢を使用したサプリメント商品を提供。また、これに関連したテレビ通販番組をいくつか持っている。DHAを使用したサプリメント商品など種類が増えている（後述）。
また2010年より、酒類製造で蓄積した酵母研究をもとに開発された、エイジングケア用基礎化粧品「F.A.G.E.（エファージュ）」シリーズの通信販売も行っている（キャッチコピーは「肌は、まだ、まにあう。」）。
これらの事業は「サントリーウエルネス株式会社」が担当している。

### 外食・中食事業

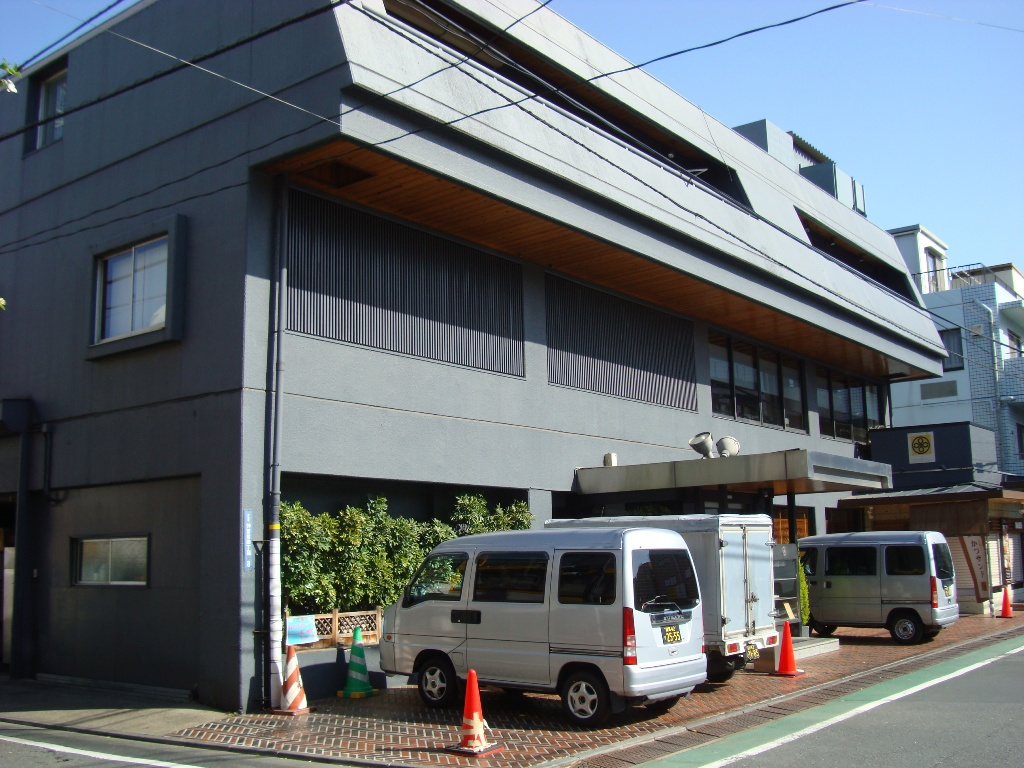
まい泉 （東京・表参道）

外食産業は、居酒屋「響」「膳丸」「鳥どり」・レストラン「パパミラノ」（上場子会社ダイナックによる運営）や、カフェの「プロント」といった各種飲食店を東京や大阪などに展開している。これらの店舗で取り扱われるビールをはじめとする酒類や、ウーロン茶などのソフトドリンク類は、もっぱらサントリーグループ各社の製品である。また海外ブランドの酒類・飲料が扱われる場合も、同社グループが輸入・ライセンス扱いを行っているものが中心である。なお「ファーストキッチン」（1977年に設立、2016年にウェンディーズ・ジャパンへ全株式を売却）やサンドイッチの「サブウェイ」（1991年に米国法人とマスターフランチャイズ契約、2016年から2018年にかけて全株式をサブウェイのオランダ法人に段階的に売却）のように、2022年現在は既に経営から撤退しているものもある。
中食事業にも参入を示し、2008年1月17日には、トンカツ店の「まい泉（まいせん）」を展開し、惣菜・カツサンドなどを販売する井筒まい泉株式会社 の買収を発表した   。

### 生花事業
1989年、サフィニア販売で進出。2002年（平成14年）にサントリー本体から事業を分割。子会社のサントリーフラワーズが引き継いでいる。世界初の青いバラ開発などが有名。

### 文化・社会活動
元社長・佐治敬三が文化活動に深い理解を示していたこともあり、日本屈指のクラシック音楽ホールとして知られるサントリーホールや、薩摩切子・江戸切子・エミール・ガレといったガラス工芸のコレクションで知られるサントリー美術館、サントリー音楽賞を主催するサントリー芸術財団、サントリー学芸賞を主催するサントリー文化財団などの社会・文化活動に熱心な企業としても知られている。近現代美術の収集で知られたサントリーミュージアムは、2010年（平成22年）12月26日に閉館した。
スポーツの部門ではJリーグの創設当初からのオフィシャルスポンサー（1993年 - 1995年は前期ステージをサントリー・シリーズとして開催。2007年に撤退。）だった他、自社のバレーボール部「サントリーサンバーズ」（本拠地大阪市）、ラグビー部「サントリーサンゴリアス」（本拠地府中市）を保有し、いずれも全国リーグに参加している。
愛鳥運動
“Today Birds, Tomorrow Man”（「今日、鳥たちの身に起きていることは、明日は人間の問題になるかも知れない」の意）を掲げ、野鳥の保護に積極的に取り組み、「愛鳥キャンペーン」を展開している。
山梨の白州蒸溜所には「バード・サンクチュアリ」を併設、定期的に探鳥会を開催する等の活動を行っている。かつては広島県大野町（現・廿日市市大野町）にも存在した。
1985年（昭和60年）に開催されたつくば博では、パビリオン「燦鳥館」（さんとりーかん）を出展。愛鳥の精神をアピールした。
新型コロナウイルス感染での医療機関に製品供給
2020年4月15日、新型コロナウイルスの感染拡大で需要が増していることをうけ、サントリーホールディングスは、95度のエタノールを生産し医療機関向けに提供すると発表した。厚労省などを通じて医療機関や高齢者施設などに供給する。

## 代表的な銘柄
特記なき限り出典は公式HPの「商品情報」であり限定品、コラボ商品等は含まない。

### ビール
- ザ・プレミアム・モルツ

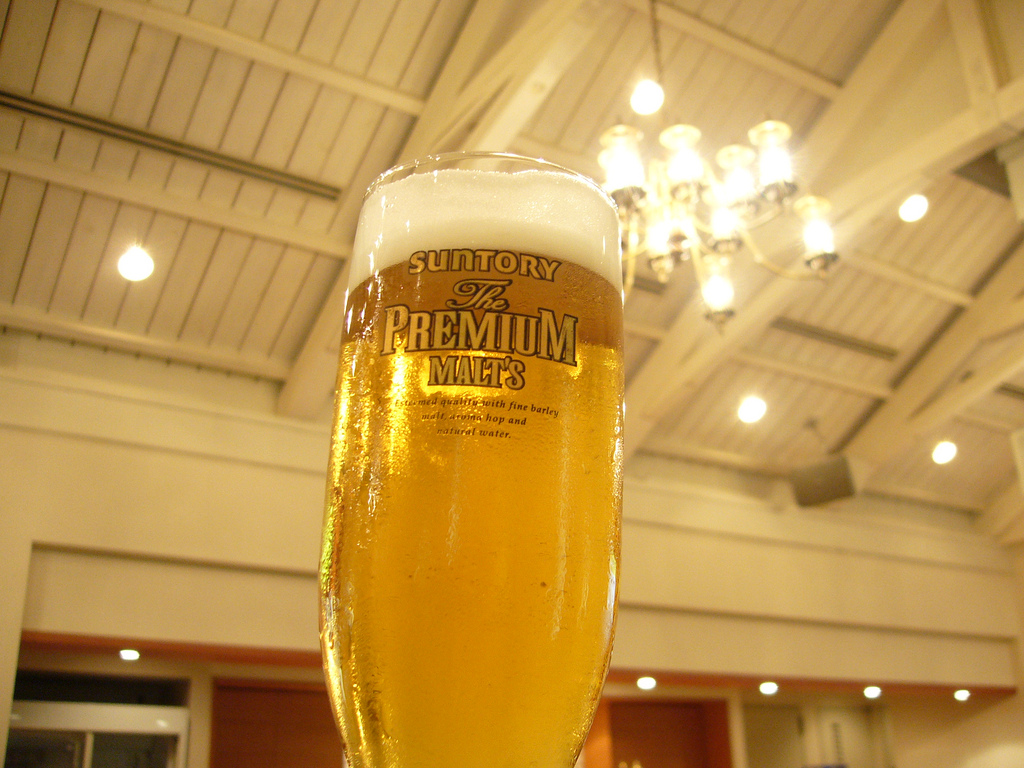
公式ロゴ付きのグラスに入ったザ・プレミアム・モルツ

公式ロゴ付きのグラスに入ったザ・プレミアム・モルツ2003年（平成15年）5月20日発売。2012年3月13日に発売以来初めてのリニューアルを行った。
- サントリー生ビール（旧・サントリービール『純生』）
1963年（昭和38年）、「サントリービール」の名で発売。その後、幾多のリニューアルを繰り返して終売となったが、2023年4月4日に“グッとくる飲みごたえと、かつてない飲みやすさ”をコンセプトに再発売された[72]。
- カールスバーグ
デンマーク、カールスバーグ社よりライセンスを受け、生産及び販売している。

### 新ジャンル（第三、第四のビール）
- ジョッキ 生
2006年（平成18年）2月21日発売。その他の醸造酒（発泡性）(1)。とうもろこしを原料とする。アルコール分5%。2010年2月2日にジョッキ のみごたえ辛口〈生〉にリニューアルするも、2011年2月15日のリニューアルで名称を戻した。
- 金麦
2007年（平成19年）6月19日発売。リキュール（発泡性）(1)。アルコール分5%。ブランド別ビール類販売数量順位にて、2008年・2009年上半期共に第9位と同社で最上位の商品[73]「旨味麦芽」を主原料としてリッチな味わいを実現した。1年に1回程度リニューアルしており、2012年12月のリニューアルでは、まろやかな飲みやすさはそのままに、「旨味麦芽」を1割程度増量し、麦のうまみと口当たりの良さを高めた。後に金麦〈糖質70%off〉も発売しており、青地で区別できる。
- 金麦〈糖質70%off〉
2012年（平成24年）4月3日発売。リキュール（発泡性）(1)。アルコール分4%。糖質70%オフながらも、麦の香り・美味しさを楽しめる中身としている。2012年12月下旬のリニューアル（缶のデザインは10月に先行切り替え）で、すっきりとした後口はそのままに、麦のおいしさ・香りを高めた。既存の金麦と区別するため、白地としている。

#### プライベートブランド
- セブンプレミアム THE BREW ノドごしスッキリ - セブン&アイグループ限定発売。リキュール（発泡性）(1)
- ゴールドブリュー のどごし爽快 - CGCとの共同開発商品。リキュール（発泡性）(1)
- 冴 - ベイシアグループ（カインズ）限定発売。その他の醸造酒（発泡性）(1)[注釈 13]

### ビールテイスト飲料
- オールフリー
2010年（平成22年）8月3日発売。アルコール分0.00%に加え、カロリーゼロ、糖質ゼロも実現。当初予定を上回る売れ行きとなった為、発売1週間後の8月10日に販売休止を発表した。その後、生産体制が整ったことから、販売休止から4週間後の9月7日に販売を再開した[74]。

### チューハイ
- -196℃ — -196℃で果実を瞬間凍結し原酒に浸透させることで、果実のおいしさを全て封じ込めた製法。糖類ゼロ。
  - ゼロドライ 凍結レモン
  - ゼロドライ 凍結グレープフルーツ
  - ゼロドライ 凍結オレンジ
  - 無糖クリア レモン＆ライム
  - 無糖クリア 緑茶（2012年3月21日発売）
  - ストロングゼロ ダブルレモン
  - ストロングゼロ ダブルグレープフルーツ
  - ストロングゼロ ダブルシークァーサー
  - ストロングゼロ ダブル完熟梅（2011年8月30日発売）
  - 瞬間凍結 無糖レモン（2023年3月28日発売）
  - 瞬間凍結 ウメ（2023年3月28日発売）
  - 瞬間凍結 無糖シークヮーサー（2023年5月30日発売予定）
- ほろよい — アルコール分3%
  - はちみつレモン（東日本大震災の影響により当初の2011年3月発売より延期 2011年7月12日発売）
  - 梅酒ソーダ（2011年9月13日発売）
  - もも
  - りんご
  - 白いサワー
  - ぶどうサワー
  - 白ぶどう
  - アイスティーサワー（2011年2月15日発売）
  - ワインサワー（2012年3月6日発売）
  - レモンジンジャー
  - グレフルソルティ
  - いちご（冬季限定）
  - マンゴーサワー（期間限定）
  - ラムネサワー（初夏限定）
- 烏龍チューハイ（旧：スーパーチューハイ 烏龍茶割り→サントリーチューハイ 烏龍茶割り）
- こだわり酒場のレモンサワー
- こだわり酒場のタコハイ
- こだわり酒場のお茶サワー〜伊右衛門〜

### カクテル
- BAR Pomum

### ハイボール・水割り(RTD)
- 特撰白角水割り
- スペシャルリザーブ＆ウォーター
- 角ハイボール
- トリスハイボール
- ジムビームハイボール
- ティーチャーズハイボール
- プレミアムハイボール
  - 山崎、白州のハイボールが展開されている。

### マッコリ
- ソウルマッコリ - 韓国ソウル長寿（ソウル濁酒製造協会）が製造元。350ml缶と750mlPET、業務用1LPETが販売されている。
- ソウルマッコリ3%（2012年3月27日発売）

### ノンアルコール飲料
- のんある気分 - アルコール分0.00%、カロリーゼロ、糖類ゼロの炭酸飲料。発売開始当初はカクテルテイストのみのラインナップだったが、その後、ワインテイストの発売を皮切りに、チューハイテイストや果実酒テイストなどにも拡大してラインナップを多彩化することで、通年製品は発売当初の3種類から10種類に拡大しており、これに加えて、時期により1種類から2種類の季節限定品も発売されている。また、発売翌年から3年連続（2012年1月-2014年12月）でインテージMRIによるノンアルコールのカクテルテイスト・チューハイテイスト・梅酒テイスト合計の累計販売金額においてNo.1ブランドとなっている。
  - カクテルテイスト
    - ジンライムテイスト（2011年10月4日発売・2014年2月25日改良・2015年2月24日改良）
    - カシスオレンジテイスト（2011年10月4日発売・2014年2月25日改良・2015年2月24日改良）
    - ソルティドッグテイスト（2011年10月4日発売・2014年2月25日改良・2015年2月24日改良）
    - 華やかなライチ（2013年6月18日発売、夏季限定）
    - 白サングリアテイスト（2013年8月6日発売・2014年8月5日改良・2015年4月14日改良、期間限定）
    - ゆずみつ（2013年9月10日発売、秋季限定）
    - アップルヌーヴォーテイスト（2013年10月22日発売・2014年10月21日改良、季節限定）
    - 桃のスパークリング（2013年12月3日発売・2014年12月2日改良、冬季限定）
    - 南国香るライチ（2013年6月24日発売、夏季限定、「華やかなライチ」の実質的な後継製品）
    - 沖縄シークヮサー（2013年6月24日発売、夏季限定）
    - 洋梨のスパークリング（2014年12月2日発売、冬季限定）
    - いよかんフィズテイスト（2015年1月13日発売、冬季限定）

  - チューハイテイスト
    - 地中海レモン（2012年2月14日発売・2014年2月25日改良・2015年2月24日改良）
    - 地中海グレープフルーツ（2012年5月22日発売・2014年2月25日改良・2015年2月24日改良）

  - ビアカクテルテイスト
    - ビアカクテル&ジンジャー（2012年8月7日発売、夏季限定）

  - 果実酒サワーテイスト
    - 梅酒サワーテイスト（2013年6月18日発売・2014年2月25日改良・同年9月9日改良・2015年2月24日改良、発売当初は「紀州うめ」だったが2014年9月のリニューアルで改名）
    - あんず酒サワーテイスト（2014年1月21日発売・2015年2月24日改良、期間限定、発売当初は「あんず酒サワーテイスト あんず」だったが、2015年2月の再発売時に改名）
    - ゆず酒サワーテイスト（2014年9月9日発売、秋季限定）

  - シードルテイスト
    - リンゴのスパークリング（2012年12月11日発売、冬季限定）
    - 青りんごシードルテイスト（2014年4月22日発売・2015年6月16日改良、初夏限定）

  - ワインテイスト
    - ロゼスパークリングテイスト（2011年12月13日発売、冬季限定）
    - 爽やかシャルドネ（2012年4月23日発売、初夏限定）
    - すっきりロゼ（2012年10月2日発売・2014年2月25日改良・2015年2月24日改良、冬季限定品「ロゼスパークリングテイスト」の実質的な後継製品）
    - シャルドネスパークル（2014年2月25日発売・2015年2月24日改良、初夏限定品「爽やかシャルドネ」の実質的な後継製品）
    - 赤ワインテイスト（2015年3月31日発売、300ml瓶入り）
    - 白ワインテイスト（2015年3月31日発売、300ml瓶入り）
- フォレスティ 森のソーダ〈レモン&ライム〉 - 2015年6月9日発売。「お酒風味の炭酸飲料」「ノンアルコールソーダ」を謳っている。

### 焼酎・泡盛

#### 甲類焼酎
- サントリー樹氷（1978年（昭和53年）から発売され続けるロングセラー商品。現在はスーパー樹氷とお得用サイズの大樹氷の2種類がある）
- 鏡月グリーン （韓国焼酎） - 韓国ロッテ酒類が製造元。

#### 乙類焼酎
- 本格麦焼酎「それから」
- 本格麦焼酎「八重丸」
- 壱岐焼酎「壱乃國」 - 壱岐の華が製造元。
- 本格芋焼酎「黒丸」 - 濵田酒造が製造元。
- そば焼酎「神楽の舞」 - 神楽酒造が製造元。
- 球磨焼酎「花」 - 福田酒造商店が製造元。
- 琉球泡盛「美ら島」 - 新里酒造が製造元。
- 琉球泡盛「天龍蔵」 - 瑞穂酒造が製造元。

#### 甲類乙類混和焼酎
- 麦焼酎「むぎのか」
- ジャスミン焼酎「茉莉花（まつりか）」
- やわらか芋焼酎「はないも」
- はなうた（麦焼酎・芋焼酎） - 2009年3月31日発売

### ウイスキー

#### モルト・ウイスキー
- サントリーピュアーモルトウイスキー
  - 山崎蒸溜所 樽出し原酒
  - 白州蒸溜所 樽出し原酒

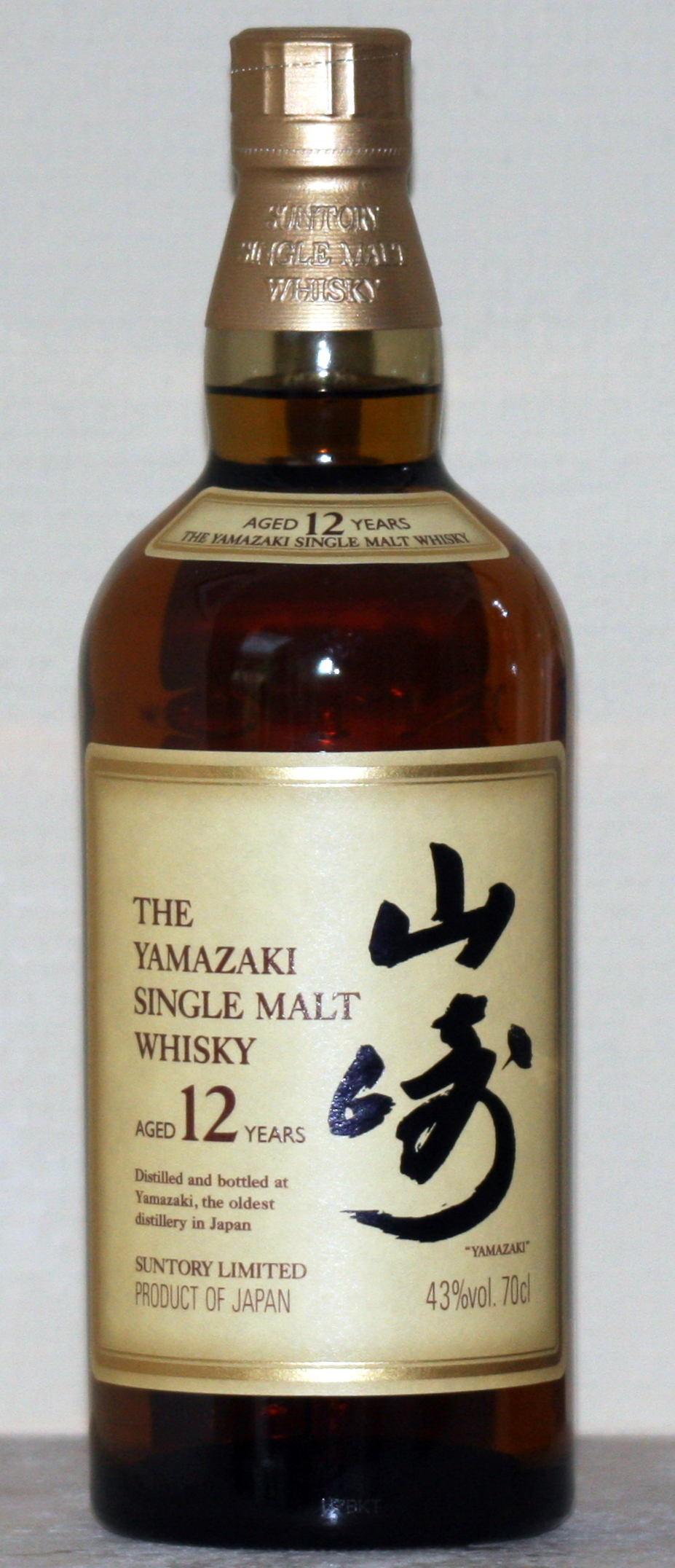
山崎12年

- シングルモルトウイスキー（過去には「ピュアモルトウイスキー」と表記）
  - 山崎（山崎55年 / 山崎25年 / 山崎18年 / 山崎12年 / 山崎 / 山崎ミズナラ / 山崎シェリーカスク2010）
山崎55年は、限定販売品で2023年（令和5年）現在1本300万円（税別）で販売[75]。2020年に香港で行われたオークションでは8500万円で落札されたことがある[76]。
山崎18年は、2005年（平成17年）にサンフランシスコ・ワールド・スピリッツ・コンペティション（SWSC）2005で最優秀賞を受賞した。2006年（平成18年）に第37回インターナショナル・ワイン・アンド・スピリッツ・コンペティションのウイスキー部門（スコッチを除く）で最高賞を受賞した。
山崎12年は、2003年（平成15年）にインターナショナル・スピリッツ・チャレンジ（ISC）2003で金賞を受賞した。
  - 白州（白州25年 / 白州18年 / 白州）

#### グレーン・ウイスキー
- 知多
2015年発売。サントリーの11年ぶりの新ブランド。ブランド名の「知多」は、蒸溜所がある愛知県知多市に由来。

#### ブレンデッド・ウイスキー

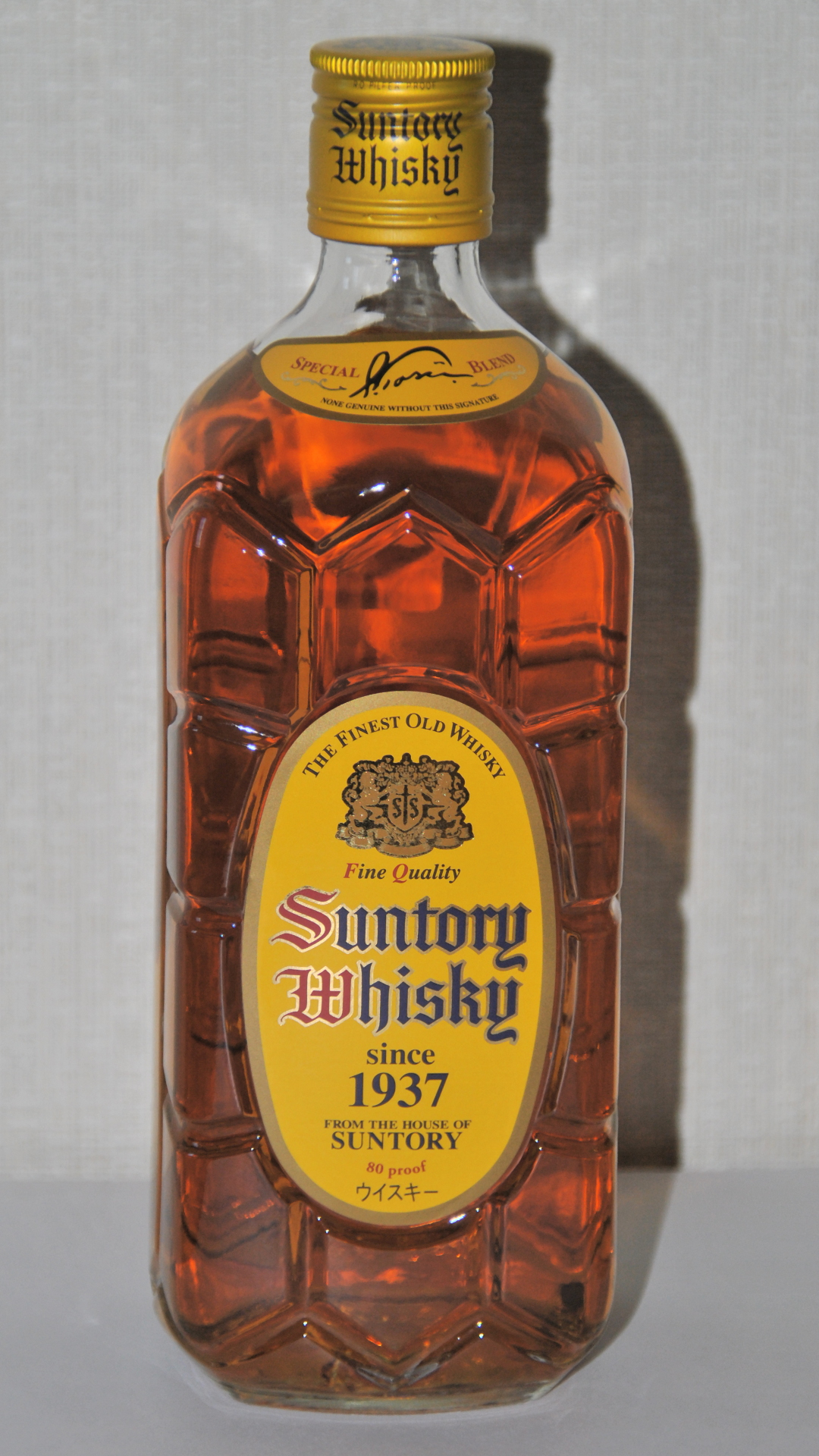
サントリー角瓶

- 角瓶（黄角）
1937年（昭和12年）発売のサントリーのウイスキーの代表。名称は容器の形状に由来している。
- トリス<エクストラ> / トリス<クラシック>
半世紀以上にわたって愛されているロングセラーブランド。2010年（平成22年）9月に既存製品を製造終了し「トリス<エクストラ>」を発売し、更に2015年（平成27年）9月には同社のブレンデッド・ウイスキーとしては最低価格帯に位置づけられる「トリス<クラシック>」を発売した。
- レッド
1964年（昭和39年）に発売開始。
- ホワイト
1929年（昭和4年）に「サントリー白札」として発売された、国産初のウイスキーブランド。
- オールド
1950年（昭和25年）に発売開始。その独特のボトル形状から愛飲家からは「ダルマ」の愛称で親しまれている。
- スペシャルリザーブ
- ローヤル
1960年（昭和35年）に発売開始。
- 響（響30年 / 響21年 / 響 ブレンダーズチョイス / 響 ジャパニーズハーモニー ）
同社が通常販売しているウイスキーの中でもっとも高額な製品。創業90周年を記念して発売された。ブラームス作曲の「交響曲第1番」をイメージして作られた。
- 碧〜Ao〜
2019年（平成31年）4月16日に数量限定として発売されたアイルランド、スコットランド、アメリカ、カナダ、日本といった世界5大ウイスキーをブレンドしたワールドブレンデッド・ウイスキー[77]。2025年現在限定発売の表記は削除され、事実上定番商品となっている。

#### スコッチウイスキー
- ボウモア
- ザ・マッカラン
- ラフロイグ
- スキャパ
- オーヘントッシャン
- バランタイン
- ティーチャーズ・ハイランドクリーム（英語版）（アードモア蒸溜所）

#### アイリッシュウイスキー
- カネマラ （クーリー蒸溜所）

#### バーボンウイスキー
- ジム・ビーム
- メーカーズマーク
- ブッカーズ
- ベイカーズ
- ベイゼル ヘイデン
- ノブ クリーク
- オールド グランダッド
- オールド クロウ

#### カナディアンウイスキー
- カナディアンクラブ

### ブランデー
国産のほか、フランス産のコニャックやアルマニャックといった高級ブランデー、スペイン産ブランデー、またカルヴァドスやグラッパといった輸入のブランデー系蒸留酒も販売している。ここでは、国産のサントリーブランドのブランデーのみを挙げる。
- サントリー V.O
- サントリー V.S.O
- サントリー V.S.O.P（デキャンタ/フロスティボトル/スリムボトル）
- サントリー X・O（スーパーデラックス/デラックス/スリムボトル）
- サントリー X・O SILKY
- サントリー V.S.O.P SILKY

### ワイン（国産・国内製造）

#### デリカメゾン デリシャス（赤・白・ロゼ・辛口白・甘口赤）
- 赤玉スィートワイン（赤・白）
- 彩食健美
- シャトーリオン（赤・白）
- ワインカフェ
- フルーツワインセレクション
- 有機栽培ぶどうのおいしいワイン。
- 酸化防止剤無添加のおいしいワイン。
- 登美・登美の丘・登美の詩
- 塩尻 （信州メルロ、信州シャルドネ・特別醸造）

### ワイン（輸入）
- スパークリングワインフレシネ -スペイン
  - コルドンネグロ
  - カルタ・ネバタ
  - セミセコ・ロゼ
- カルロ・ロッシ -カリフォルニア
  - レッド・ホワイト・マスカット・ロゼ・フレスカート
- マドンナ -ドイツ
- バロン ド レスタック -フランス
- トーレス サングレデトロ -スペイン
- ジョルジュ デュ ブッフ -フランス
- ビニャ マイポ -チリ

### リキュール・スピリッツ

#### ジン
- 翠(SUI)
- ROKU
- ビーフィータージン
- サントリーアイスジン
- サントリードライジンエクストラ
- シップスミス

#### ウオツカ
- HAKU
- サントリーウオツカ
- ピナクル ウオツカ

#### その他スピリッツ
- カシャーサ51(カシャッサ)
- ウンダーベルク

#### リキュール
- ルジェ
- 奏
- マリブ
- ミドリ
- ド フランス
  - プルシア(プラム)
  - ミスティア(マスカット)
  - キミア(クムカット)
- マンゴヤン
- トマトマ
- クレームドキョホウ
- ヘルメス
- パライソ
- カルーア
- モーツァルト
- ティフィン
- こだわり酒場のレモンサワーの素
- こだわり酒場のタコハイの素
- ヨーグリート
- サントリーのケーキマジック(製菓用)
- 紹興酒 蘭亭
- 紹興酒 曲渓

### 健康食品
- セサミンEプラス
- DHA&EPA+セサミンE
- ローヤルゼリー+セサミンE
- プロポリス+セサミンE
- アラビタ
- グルコサミン&コンドロイチン
- CoQ10+セサミンE
- マカ 冬虫夏草配合
- 青汁
- 鹿角霊芝
- コラーゲン
- クロレラ
- ブルーベリー
- イチョウ葉
- ノコギリヤシ+セサミンE
- 胡豆昆発酵粒
- diet's［ダイエッツ］
- diet's BB［ダイエッツ BB］
- 火棘
- 大豆イソフラボン+亜麻リグナン
- マルチ ビタミン&ミネラル
- カルシウム&マグネシウム
- 黒酢にんにく
- 青汁ゴーヤ
- ビフィズス菌+キシロオリゴ糖
- 甜茶400
- ゴマペプ茶
- ロコモア - 機能性表示食品[78]

### その他の銘柄
- ハーゲンダッツアイスクリームシリーズ

## 過去にあった代表的な銘柄

### ビール（過去）
- サントリービール（サントリー参入時のビールで、唯一の熱処理ラガービール）
- サントリー純生→サントリー生ビール（1967年の発売時にラガーの販売を終了し、以来サントリーは生ビールのみ製造している）
- サントリー生ビールアワCAN（1985年発売（300ml缶・400ml缶）。飲み口は、イージーオープンエンドを採用し、缶底にあるアワクリップを弾くと泡が発生する製品）
- モルツ
- ツイスト300（1983年発売。当時一般的だった300mlのリターナブル瓶入りで販売されていた）
- 冴（麦芽100%のドライビール）
- サントリードライ
- ライツ（カロリー30%オフでありながら、アルコール度数は通常並みの4.5%だった）
- ダイナミック（サントリー初の天然水仕込みビール）
- サーフサイド[注釈 14]
- 氷点貯蔵（生）（アイスビール）
- ビターズ
- 大地と水の恵み（サントリーで2番目に発売された天然水仕込みビール）
- 夕涼み（夏季限定）
- 春一番生ビール
- 秋が香るビール（初年度（1995年）のみアメリカ製。それ以後（1996 - 1997年）は国産で、ブラウンビールだった）
- 鍋の季節の生ビール（1995/1996年冬期のみの販売）
- 冬が旨いうま辛口生ビール（1998年冬期のみの販売）
- ジアス（淡褐色ビール。サントリー初のステイオンタブ製品）
- 千都（桂工場醸造製品。関西地域限定発売。関西版プレミアムモルツといえる品質だった）
- 横濱中華街（武蔵野工場醸造製品。関東地区限定発売。なお中瓶のみでの発売だった）
- モルトセレクション（コンビニ限定。第1弾はカナダ産、第2弾はイギリス産の麦芽を50%以上使用したオールモルトビール）
- ザ・ロイヤル・ビター（2012年2月14日・2012年7月17日・2012年2月26日発売。コンビニ限定の数量限定品。「ビターホップ100%使用」による苦味と、「麦芽100%使用」「デコクション製法採用」による旨味とコクが特長。2013年は、深みのある苦味を強化するとともに、仕込条件を最適化することで、いっそう麦の旨み・コクを感じられる、厚みのある味わいを実現した）

### 発泡酒（過去）
- ホップス - 1994年10月発売。当時は麦芽使用率50%以上でも税がビールより軽減したことに注目し、麦芽使用率65%で低価格化を実現。
- ホップス ドライ - 1995年5月発売。上記ホップスの辛口タイプ。マグナムドライのルーツ。
- スーパーホップス - 1996年5月発売。同年秋の酒税法変更に先駆け、麦芽比率25%未満に対応。
- スーパーホップス マグナムドライ - 1999年6月10日発売。サントリーのシェア向上に大きく寄与した。後にスーパーマグナムドライにリニューアル。
- スーパーマグナムドライ - 2002年6月25日発売。名称がアサヒビールとの訴訟問題に発展した影響で、和解案として表記を「Superマグナムドライ」に変更）。後にマグナムドライにリニューアル。
- マグナムドライ - 2007年2月6日にMDゴールデンドライへ全面刷新。
- MDゴールデンドライ - 2007年2月6日発売。2012年6月頃製造終了。マグナムドライの後継商品。アルコール分を6%に高め、大麦を20%増量することで、辛口でありながらコクや飲み応えを両立した。当商品の製造終了に伴い、サントリーは発泡酒事業から全面的に撤退した。
- 麦の薫り - 1999年2月24日発売。麦芽使用率50%未満の「プレミアム発泡酒」という位置づけだったが、価格の中途半端さが受け入れられなかった。その後、副原料に未発芽の大麦を使用するのが一般的になった。
- 風呂あがり 生 - 2001年7月発売。
- ダイエット 生 -2001年10月10日発売。2012年3月中旬製造終了。
- MD爽快仕込 - 2002年2月発売。クリアでシャープなキレ味。
- 炭濾過 純生 - 2002年4月発売。新製法として「炭濾過仕上げ」「磨き麦使用」を取り入れ、まろやかで飲みやすい味に仕上げた。
- Ad生（アドナマ） - 2002年6月発売。缶に広告を載せることで安価な販売価格を実現させていた。
- 楽膳 - 2003年6月発売。麦芽根を使用。「お腹にたまらない発泡酒」。後に美味楽膳にリニューアル。
- ゼロナマ - 2008年3月発売。糖質ゼロ。
- 豊か 生 - 2009年6月2日発売。同社は発泡酒事業の縮小化を行っている。（詳細は「発泡酒#2000年代後半以降の市場縮小」を参照）。しかし売り上げは振るわず同年中に製造を終了している。
- おいしいZERO - 2014年（平成26年）9月2日発売。プリン体0.00 mg・糖質0%の発泡酒で、MDゴールデンドライ製造終了以来、発泡酒市場に再参入となった。現時点では同社発泡酒で最後のレギュラー新商品となっている。

### 第三のビール（過去）
- 麦風（ばくふう）（麦芽100%ビールを麦焼酎で割ったビール風味アルコール飲料。小売価格が既存の発泡酒の小売価格とほとんど変わらなかったため1年足らずで販売終了。ちなみにこれの源流にあたるのが後述の「ビーハイ」である）
- キレ味 生（ビール風味アルコール飲料。主原料に麦芽を含む麦（大麦、小麦）の代わりにとうもろこしを用いる。後発の「ジョッキ 生」シリーズに取って代わられた）
- ジョッキ のみごたえ辛口 生（2010年2月2日のリニューアル時にジョッキ 生 から名称変更するも、結局2011年2月15日のリニューアルで名称を戻す）
- ジョッキ 生8（エイト）クリアストロング
- 「ジョッキ 生」シリーズの限定商品（ジョッキ生の通年販売品は、現在の爽快辛口を含め、すべてその他の醸造酒だが、限定商品はすべてリキュール）
  - 「ジョッキ 黒」（黒ビールタイプ）
  - 「ジョッキ 淡旨（あわうま）」（小麦麦芽使用）
  - 「ジョッキ 夏辛（なつから）」（ビターホップ使用の辛口タイプ）
  - 「ジョッキ 濃旨（こいうま）」（ロースト麦芽使用）
  - 「ジョッキ 春旨（はるうま）」（カスケードホップ使用）
  - 「ジョッキ 芳醇（ほうじゅん）」（ロースト麦芽入り）
  - 「ジョッキ 爽潤（そうじゅん）」（カスケードホップ使用）
- 「冬道楽」（2008年11月11日 - 冬季限定）（発泡酒時代の同名商品はまろやかさを特徴としていたが、こちらは糖質オフですっきり味だった）
- スーパーブルー
- スーパーブルーダイナミック - イオングループ限定発売
- スーパーブルーエクストラクリア- 2011年発売。近畿限定テスト販売。韓国OBビールで製造。
- ザ・ストレート- 2009年4月発売。アルコール度数6%で、しっかりした飲みごたえとぐっと来る喉越しを実現していた。
- トップバリュ 麦の薫り - イオングループ限定発売（2009年12月 生産終了）[注釈 15]
- リラックス - 2010年3月発売。糖質ゼロ・プリン体70%カット（発泡酒ベースの当社「リキュール（発泡性）(1)」比）しつつ、7種類のホップを使用し、香りと豊かなコクが特徴。2010年8月11日にリニューアルし、商品名を「7種のホップ リラックス」に変更。2011年3月製造終了。
- ストーンズバー〈ローリングホップ〉
2012年（平成24年）6月19日発売。リキュール（発泡性）(1)。アルコール分4%。ローリング・ストーンズとのタイアップ商品で、爽やかな柑橘系の香りが特徴のホップを使用し、苦味を抑えたすっきりとした味わいに仕上げた。料飲店向けに350ml瓶も発売されたが、売り上げは目標の半分にとどまり、2012年9月に製造終了。
- 絹の贅沢
2010年（平成22年）4月20日限定発売。2011年（平成23年）9月13日通年発売。リキュール（発泡性）（1）。アルコール分5%（限定発売時は6%）。アロマホップ100%で、磨き麦（麦の殻を取り除いたものを磨き上げた、精白大麦）を副原料の一部に使用し、熟成期間の基準を3割（限定発売時は5割）長く設定することで、絹のように滑らかな味わいと、アロマホップの華やかな香りを実現した。なめらかな絹をイメージした白をベースカラーに、金色の麦の穂を描くことで、上品で豊かな味わいを表現し、2012年3月6日のリニューアルでは、まゆ玉をモチーフにした輪を施し、いっそう上質感のあるデザインに変更した。京都ビール工場で製造（通年販売化後は利根川ビール工場でも製造）。2011年4月5日より、通年商品として内容量を330mlから350mlに変更し発売を開始する予定であったが、東日本大震災の影響により発売日は4月26日に繰り下げた上で、数量限定品としての発売となった。その後、生産体制が整ったとして同年9月13日に500ml缶を追加して通年発売。2012年3月6日のリニューアル（アロマホップの配合バランスを見直すことで、いっそう華やかな香りを実現）より再び内容量を330mlに変更した（ロング缶は500mlのまま変更なし）が、その後は売り上げが減少し、2013年2月製造終了。
- CARAMEL BROWN（カラメル ブラウン）
2012年（平成24年）11月27日発売の数量限定品。リキュール（発泡性）（1）。アルコール分5%。欧州産カラメル麦芽を一部使用することにより実現した甘やかな香りと豊かなコクに、北米産ビターホップ100%使用によるほろ苦さが調和した上質な味わいが特長。
- グラン ドライ
2013年（平成25年）3月26日発売。リキュール（発泡性）（1）。アルコール分5%。炭酸ガス圧を当社ビール類史上最高レベルに高めるとともに、濃色麦芽を一部使用し高温で仕込むことで、強い刺激と飲みごたえを、ホップの香りと苦味を絶妙なバランスで効かせることで、キレのよい後口を実現したドライタイプの商品。マグナムドライの実質的な後継製品であった。

### ビールテイスト飲料
- ファインブリュー
- サントリーファインゼロ - 2009年9月29日発売。アルコール分0.00%

### チューハイ（過去）
（一部ブランド名のみ）
- -196℃
  - クールライム
  - プレミアムレモン（コンビニ限定）
  - プレミアムグレープフルーツ（コンビニ限定）
  - 日向夏（ひゅうがなつ、限定販売）
  - 巨峰ヌーヴォー（2007年11月6日 - 限定販売）
  - パイナップル＆グァバ（2008年7月15日 - 限定販売）
  - こだわり果樹園 とちおとめ（いちご）
  - こだわり果樹園 桜&さくらんぼ（2009年、2008年は凍結 桜&さくらんぼだった）
  - こだわり果樹園 甘夏みかん（2009年7月7日 - 限定販売）
  - こだわり果樹園 ルビーグレープフルーツ
  - こだわり果樹園 ブラッドオレンジ
  - こだわり果樹園 南高梅
  - こだわり果樹園 白ぶどう
  - こだわり果樹園 白桃
  - こだわり果樹園 シークァーサー
  - ゼロドライ レモンコーラ（糖質ゼロ、2008年8月5日 - 限定販売）
  - ゼロドライ 柚子（ゆず、糖質ゼロ、2008年11月11日 - 限定販売）
  - ゼロドライ ウメ
  - 秋りんご（2008年8月19日 - 限定販売）
  - 秋梨（2008年8月19日 - 限定販売）
  - 凍結レモン
  - 凍結グレープフルーツ
  - 爽快炭酸 ジンジャードライ
  - 爽快炭酸 ジントニック
  - 爽快炭酸 ブラックパンチ
  - 爽快炭酸 サイダーショット
  - スーパーストロング レモン&ライム（限定発売、アルコール分9%）
  - スーパーショット（限定発売、アルコール分12%）
- サントリータコハイ（1983年（昭和58年）発売。当初は200ml缶でも販売されていたが、末期には1000ml瓶のみで販売されていた）
  - レモン
  - グレープフルーツ
  - ぶどう
  - 梅
- ビーハイ（1984年（昭和59年）発売。その名のとおりビールを焼酎で割った商品で、今日の第三のビールのルーツといえる商品であったが成果が出ず製造販売中止となった[79]）
- ダブル搾り
  - レモンダブル
  - グレープフルーツダブル
  - オレンジダブル
  - 桃ダブル
  - 葡萄ダブル
  - 林檎ダブル
- サントリーチューハイ 沖縄シリーズ（沖縄産果汁・泡盛使用）
  - 沖縄泡盛コーラチューハイ
  - 沖縄アセローラチューハイ
  - 沖縄パイナップルチューハイ
  - 沖縄たんかんチューハイ
  - 沖縄マンゴーチューハイ
  - 沖縄シークヮーサーチューハイ
- 清涼感
  - 爽やかレモン
  - すっきりグレープフルーツ
  - うるおいピーチ
- アイスチューハイ
  - レモン
  - グレープフルーツ
- 青春チューハイ
  - レモン
  - グレープフルーツ
  - ピーチ
- スーパーチューハイ
  - 元祖シリーズ（1999年3月 - 2002年10月）
    - レモン（1999年3月 - 2002年10月）
    - グレープフルーツ（1999年3月 - 2002年10月）
    - ルビーグレープフルーツ（2001年5月 - 2002年10月）
    - オレンジ（2000年3月 - 2002年3月）
    - 伊予柑（2002年6月 - 2002年10月）
    - うめ（1999年5月 - 2002年3月）
    - うめ酒（2002年3月 - 2002年10月）
    - 青りんご（1999年8月 - 2001年3月）
    - 赤ぶどう（1999年5月 - 2000年3月）
    - 巨峰（2000年3月 - 2002年10月）
    - ブルーベリー（2000年11月 - 2001年6月?）
    - ライチ（1999年11月 - 2002年10月）
    - 白桃（2001年6月 - 2002年10月）
    - あんず酒（2002年3月 - 2002年10月）
    - バナナ（2001年8月 - 2002年3月）
    - パイナップル（2000年9月 - 2002年3月）
    - ドライ（2000年3月 -、現：サントリーチューハイ ドライ）
    - 緑茶割り（2001年5月 - 2002年3月）
    - ウーロン茶割り（2001年5月 -、現：サントリー烏龍チューハイ）

  - スパチュー！シリーズ（2002年10月 - 2005年2月）
    - レモン（2002年10月 - 2005年2月）
    - グレープフルーツ（2002年10月 - 2005年2月）
    - 梅酒（2002年11月 - 2005年2月）
    - 巨峰（2002年11月 - 2005年2月）
    - ライチ（2002年11月 - 2005年2月）
    - 白桃（2002年11月 - 2005年2月）

  - 淡麗シリーズ（2004年 - ）
    - 淡麗レモン
    - 淡麗グレープフルーツ
- スーパーチューハイ スパークリング・ロワイヤル
  - ラ・フランス
  - マスカット オブ アレキサンドリア
- カロリ。
  - 沖縄パイナップル（2008年5月7日 - 限定販売）
  - 地中海マスカット（2008年1月8日 - 限定販売）
  - 地中海オレンジ
  - 地中海レモン
  - クリスタルドライ
  - クリスタルオレンジ
  - クリスタルアップル
  - クリスタルシークヮーサー
  - アセロラ&ローズヒップ
  - ウメ
  - アロエ&マスカット
  - 沖縄シークワーサー
  - サイダークリア
  - グレープフルーツ
  - 白桃
  - 巨峰
  - アセロラ
  - マンゴー
- カロリ。ゼログリーン
  - レモン&ライム
  - グリーンアップル
  - シークヮーサー
  - アセロラ
- カロリ。ベジミックスシリーズ
  - ベジミックス アップル×トマト
  - ベジミックス グレープフルーツ×セロリ
  - ベジミックス マンゴー×キャロット
  - ベジミックス ぶどう&紫ニンジン（2008年9月2日 - 限定販売）
  - 愛媛伊予柑（2009年1月6日 - 限定販売）
- カロリ。250ml缶シリーズ
  - 黒酢りんご
  - 黒糖梅酒
  - ざくろ
- AWA'S（アワーズ）
  - レモン
  - グレープフルーツ
  - ドライ
  - ライト
- サントリー烏龍チューハイ（500mlペットボトル入り）
- 樹氷チューハイ
- ほろよい（アルコール分3%）
  - レモン
  - 梅
  - 青空りんご（2010年（平成22年）5月11日発売）
  - 冷やしあんず（2010年（平成22年）7月6日発売）
  - 冬みかん（2009年 - 2011年11月発売）
- -196℃ ゼロドライ（糖類ゼロ）
  - ウメ

### カクテル（過去）
（一部ブランド名のみ）
- ザ・カクテルバー
- カクテルバーCB
- カクテルバー CAN
- スーパーカクテルバー

2007年の「カクテルバーCB ソルティードッグ/スクリュードライバー」の生産終了に伴い、カクテルバーシリーズ13年の歴史に幕を閉じた（但しカクテルバーのコンクタイプは2008年現在も生産されている）。
- ザ・グレートカクテルズ
- ヨーグルトフィズ（1992年に200ml缶で発売。プレーン味といちご味の2種類が存在した）
- バカンスクーラー（同じく1992年に250ml缶で発売。ラムベースの缶入りカクテル。すっきりレモン味とわくわくオレンジ味の2種類が存在した）
- スーパーリッキー（1994年に350ml缶で発売。ジンベースとウォッカベースの2種類が存在した）
- 果実酒房（1996年に200mlボトルで発売。梅酒・あんず酒・すもも酒の3種が存在した。現在は1.8Lのコンクタイプでのみ販売されている）
- ビアカクテル（同じく1996年に発売。発売当時はベリー&ビア・レモン&ビア・ジンジャー&ビアの3種類で発売。1996年10月にライム&ビア・オレンジ&ビア、1997年3月にグレープフルーツ&ビア・アップル&ビアが追加された。なお実際の品名は「発泡酒」であった）
- ヘルシー素材のお酒（1998年にアロエ・カリン・プルーンの3種で発売。2001年まで発売）
- すっきり酒（1999年3月に発売。桃・梅・杏の3種類。2000年秋ごろまで販売）
- みずみずしいお酒（1999年4月発売。無炭酸で同社のミネラルウォーター「南アルプスの天然水（現：サントリー天然水 南アルプス）」を使用したニアウォーター風の味付け。同社初の500mlペットボトル入りカクテルでフレーバーは桃・白ぶどう・ライチの3種類だった。2000年秋ごろまで販売。）
- カクテルパーラー
- カクテルラテ
- カシスハート
- H（アッシュ）（2000年に発売。クリアドライとスパイシーの2種類が存在した）
- アレックス
- Be-Cool
- グレープフルーツを発酵させたお酒シリーズ
  - グレフル
  - ピングレ
  - キョホグレ
  - ももグレ
  - レモグレ
  - カシグレ
  - ライグレ
- 銀座カクテル
  - 完熟マンゴ
  - 贅沢ピーチ
  - メロン
  - ラ・フランス
  - パイン
  - ストロベリー
  - チェリー
  - グァバ（2008年6月3日 - 夏季限定）
  - スパークリング グリーンアップル（2008年7月29日 - 夏季限定）
  - グレープ
  - グレープフルーツ
  - スパークリング ピーチ
  - スパークリング マスカット
- カクテルカロリ。
  - ソルティードッグ（2008年9月16日のリニューアルでミックスソルティードッグに変更された）
  - ブルーハワイ（2007年・2008年6月3日 - 夏季限定）
  - マンゴーラッシー（2007年・2008年6月3日 - 夏季限定）
  - カシスヌーヴォー（2007年11月6日 - 数量限定）
  - ホワイトピーチベリーニ（2007年12月4日 - 冬季限定）
  - フレンチ キス（2007年12月4日 - 冬季限定）
  - ピンクフルーツバスケット（2008年4月22日 - 初夏限定）
  - イエローフルーツバスケット（2008年4月22日 - 初夏限定）
  - ジャパニーズ ピーチブロッサム（2008年7月15日 - 夏季限定）
  - アジアン ジャスミンライチ（2008年7月15日 - 夏季限定）
  - アメリカン クランベリーレモネード（2008年7月15日 - 夏季限定）
  - フルーツミックスカーニバル（2008年10月28日 - 秋季限定）
  - ホワイトミモザ（2008年12月2日 - 冬季限定）
  - ストロベリーフロスト（2008年12月2日 - 冬季限定）
  - パイナップルサンシャイン（2011年8月2日発売 - 夏季限定）
  - オレンジスプモーニ
  - ミックスソルティードッグ
  - ベリーミックス スプモーニ
  - スクリュードライバー
  - 柚子モスコーミュール
  - ライチシトラスミックス
  - カシスグレープ
  - ファジーネーブル
  - クリスタルフルーツシャワー
  - グレープフルーツスペシャル
  - カシスオレンジ
  - マスカットピーチ
  - ピーチオレンジ（2011年9月発売）
  - フルーツレインボーミックス
  - アロエヨーグリート（2012年1月10日発売）
- とっておき果実のお酒
  - 山梨産の巨峰酒
  - 福島産の白桃酒
  - 北海道産の夕張メロン酒
- ザ・カクテルバーコンクタイプ
  - ジントニック
  - モスコミュール
  - ソルティードッグ
  - カシスソーダ
  - ピーチフィズ
- マカディア スパークリング
- ちゅらディア スパークリング
- ルジェカシス オレンジ スパークリング
- ヨーグリート スパークリング
- スカイブルー
- ザ・カクテルバー 限定復刻版（2011年7月26日発売）
  - スクリュードライバー
  - ブルーハワイ
- ホームメイドスタイル （2016年3月15日発売）
  - はちみつ＆レモンピール
  - 漬け込みベリーサングリア
  - ジンジャー＆シトラス

### ウイスキー（過去）
- ローハイド
1960年代にNETテレビで放映されていた同名の西部劇からとった製品。同社はこの番組のスポンサーでもあったため、バーボン・ウイスキー風のドライな味で売り出した。
- サントリーゴールド
1960年代に発売。750mlでアルコール度数42%でありながら、当時の広告では「ハードな琥珀の液体」を謳い文句にしていた。1976年には容量が150ml増えたサントリーゴールド900が発売されている。野坂昭如が歌ったCMソング「ソ・ソ・ソクラテス」（作詞：仲畑貴志、作曲：桜井順。CDでは2007年発売『桜井順CM WORKS(1957-2007)』（ウルトラ・ヴァイヴ）、2011年発売の『野坂歌大全I〜桜井順を唄う』（ウルトラ・ヴァイヴ／ソリッド・レコード）に収録。また、2006年発売の『ベストCM100』（東芝EMI）では「ソクラテスの唄」と表記[80]）でも知られている。
- サントリーインペリアル
1964年に社名が寿屋からサントリーに変わったのを記念して発売されたスーパープレミアム・ブレンデッド・ウイスキー。その「帝王」という名に相応しく、熟成されたモルト・ウイスキーのみを厳選してつくられ、さらに高級カットガラスとして知られるボヘミア・ガラス製のデキャンターで発売されたため、当時としてはローヤル以上の価格で販売され、市場に出回らない幻のウイスキーとしてその名を知られた。また同じくインペリアルでブランデーも存在した。その後、最上級のスーパープレミアム・ブレンデッド・ウイスキーの「響」が登場後は次第に存在意義を失い、2006年の新スローガン「水と生きる」の制定に伴う製品一覧見直しにより、そのまま生産終了・販売終了となっている。
- サントリー ザ・ウイスキー
- サントリーカスタム
1968年に高級ソフトウイスキーとして発売される。1年後に発売されたリザーブの後塵を拝する形で消滅するが、名前自体はその後1980年代にウイスキーではなく、新たにスピリッツとして復活する。
- サントリーリザーブ（リザーブ・シルキー / スペシャルリザーブ10年 / スペシャルリザーブ12年 / リザーブ10年 シェリー樽仕上げ）
1969年に発売。
リザーブ・シルキーは、1984年にリザーブの別バージョンとして発売される。リザーブの持つマイルド&スムースな味わいを基調としながらも、白いラベルとクリアボトルで発売されたこともあり、従来のリザーブとはまた違ったイメージを持つウイスキーに仕上がる。当時放映されたCMにはマット・ディロンが出演していた。
- サントリーセレクト
1971年に発売。アルコール度数39度の2級酒として発売される。価格は当時の価格で700円とリーズナブルだったが、レッドと差別化が計れず、数年で製造中止となる。
- サントリーQ
1983年に新世代向けのカジュアルなウイスキーとして発売される。ライトかつスムースな口当たりを売りにし、当時若い世代を中心にカフェバーで流行していたカティ・サークに対抗した、緑色のボトルが特徴。CMにMTVで隆盛を極めていたニュー・ロマンティックの代表的アーティストとして知られるデュラン・デュランを起用。250mlボトル、500mlボトル、1000mlボトルと3種のタイプが存在した。今も地方の酒屋で稀に見かけられることもある。
- サントリー21
1984年にサントリーQと同じく、ライト&スムースタイプのウイスキーとして発売。キャッチコピーは「ハタチを過ぎたら21」で、同じくブランデーも発売されていた。過去に放映されたCMにはフランス出身の姉妹ピアニストとして知られるラベック姉妹が出演し、長いグランドピアノに座って連弾を披露している。
- サントリークラシック
同じく1980年代中期に発売。当時ニッカウヰスキーから発売され、ヒットしていた「ニッカピュアモルト」シリーズに対抗し、丸みを帯びたボトルデザインで発売された。その後1980年代後期から1990年代始めにかけて起こったナチュラルウィスキーブームで注目を集める。
- OLD CLUB HOUSE
同様に1980年代中期発売。“オールド”との記載があるように、当時はゴルフブームで、同社も大会などに積極的に協賛していた経緯などから“ゴルフ場のクラブハウスで飲むオールド”という位置づけだった様である。ボトルは平らなカタチをしており、当時の酒税法にもとづいて、2級表記になっている。当時放映されたCMにはジョン・ローンが出演していた。またこのウイスキーは2000年頃まで販売され続けていた息の長い製品でもあった。
- サントリーコブラ
1980年代発売。容量は1000mlとラベルに大きく表記され、正面にアメリカン・コミック風のイラストが描かれていた。平らなカタチのボトルで、この製品も当時の酒税法にもとづき、2級表記になっている。
- サントリーエルク
同じく1980年代に発売。“森がつくったウイスキー”をコンセプトにした製品。サントリーQと同じく緑色のボトルで、ラベルにフクロウやイヌワシ、キツツキやリスなどの森に住む生物が描かれていた。
- ローヤル12年／プレミアム15年
- サントリークレスト12年
1989年にサントリー創業90周年を記念して発売される。酒齢12年の年月を経たモルトウイスキーとグレーンウイスキーを使用し、当時発売されたブレンデッド・ウイスキーとしては贅を尽くした製品として話題を呼んだ。当時放映されたCMにはショーン・コネリーが出演した。しかし1995年にローヤルが同じく酒齢12年以上のモルトとグレーンを中心にリニューアルされたことで、存在が曖昧となり、差別化しにくくなったことで製造量が減少、2006年にサントリーの新スローガン「水と生きる」の制定に伴う製造一覧見直しにより、インペリアルと共に生産終了となった。
- サントリープレステージ
同じく1989年にサントリー創業90周年を記念して、数量限定で発売される。山崎蒸留所から厳選されたモルトとグレーンで完成されたウイスキーで、18年と25年の2種類が存在した。
- Smokey&Co.（スモーキー&カンパニー）
1991年に新タイプのウイスキーとして発売される。5匹の笑う犬が描かれたラベルが特徴。金色ラベルのナチュラルメロウ、臙脂色のラベルのスーパースモーキー、緑のボトルのファインミントの3種類が存在した。
- サントリー冷撰洋酒
1993年に300mlボトルで発売。黒いラベルの淡麗辛口と白いラベルの超淡麗辛口の2種類が発売され、当時加藤茶と三浦友和が親子という設定で共演したCMも話題を呼んだ。この頃サントリーは「ウイスキーは冷蔵庫へ」のキャッチフレーズで知られる「リザーブ&ウォーター」に代表されるように、あらかじめ水割りにした製品を製造し、その手軽さが受けたことで売り上げを伸ばし、ギフトCMもつくられたが、数年後には下火になり、その後製造中止に至っている。
- サントリー座
1998年に発売されたサントリー膳と同じく、和食に合うウイスキーとして2000年に発売される。樽の蓋に杉を利用した原酒が特徴でくつろぎのシーンに合うウイスキーとして発売されるが、膳との差別化に失敗し、2002年を最後に製造中止となる。
- サントリーピュアモルトウイスキー ミレニアム
- サントリーウイスキー ミレニアム15年
ミレニアム / ミレニアム15年とも、西暦2000年を記念して1999年9月21日に数量限定で発売。
- AQUA VITAE（アクアヴィーテ）
2005年に500mlボトルで発売。その名の通り、ラテン語で「生命の水」の名にあやかり、AとVの金色のアルファベットロゴを配したクリアタイプのボトルデザインが特徴。ウイスキーの樽から生まれる「樽ポリフェノール」を200mg配合したいわゆる実験型の製品として発売されたが、2007年を最後に生産終了。
- サントリー膳
和食にも合う淡麗旨口の晩酌向けピュアモルトウイスキー。杉を一部の樽に用い、竹炭で濾過することで飲みやすくした。真田広之を起用したテレビCMも話題となった。1998年から2010年まで生産された。
- 響 / 響17年50.5
- 山崎50年 / 山崎35年
山崎50年は完全予約制50本限定商品として2005年5月11日から1本100万円（消費税別途）の定価で予約販売を行ったが、翌5月12日に全て予約完売の人気商品なり、その後2007年9月11日に同じく50本限定で再度発売されたが、こちらもその日の内に予約完売となった。さらには2011年12月13日に150本限定で三度発売された。
- 三四郎
コンセプトは「のどごし爽快ウイスキー三四郎」。
- 無頼派
- 膳丸
和食に合うウイスキーとして2005年に発売される。
- 北杜12年（2004年6月22日発売） / 北杜50.5°
- 角瓶シリーズ
  - 味わい角瓶（1996年4月 - 2007年3月
  - 黒角（2007年4月 - 2016年3月）
  - 角瓶 新プレミアム43°（2013年4月 - 2016年3月）
  - 白角（1992年4月 - 2019年3月）
尤も、白角は1992年4月の発売以来、長年に渡り先述のサントリー角瓶（黄角）の横展開商品として親しまれてきたが、近年のジャパニーズ・ウイスキーブームの影響によりウイスキー作りに必要な原酒不足のため2019年3月末を以って休売となった。
- ジャックダニエル
- アーリータイムズ
長年に渡りサントリー→サントリー酒類を輸入元として、販売されてきたが、2012年9月に2013年1月1日以降この2商品はアサヒビールが国内の正規代理店として販売することが公表された。その代わりに[要出典]2013年1月1日以降は同社が長年輸入していたジム・ビームを輸入するようになった。その後ジム・ビームを製造するビーム社をサントリーが買収し、現在も販売している。
- ワイルドターキー
2017年まで輸入元。2018年からは明治屋が輸入販売元となった。
- マクレランズ
- ロングジョン
- グレンギリー
- ウィリアム・グラント&サンズ（英語版）  2025年1月1日より、ブラウンフォーマン（英語版）の日本法人ブラウンフォーマンジャパンがウィリアム・グラント&サンズ社の正規販売代理店となった[81]。サントリーが過去に販売していた銘柄は以下の通り。
  - グレンフィディック
  - バルヴェニー
  - タラモアデュー

### ワイン（過去）
- サントリーレゼルブ
1980年にサントリーから発売された代表的ワイン。家庭で楽しめるワインとして、ロングセラーになった。とんねるずが出演し、呪文のように「アカレゼルブ、シロレゼルブ、ロゼレゼルブ…」とつぶやく代表的なCMの他に、小林麻美や藤谷美和子、賀来千香子（賀来はCM内で分かれて三上博史と共演）の他に、古田敦也・中井美穂夫妻といったタレントらがCMに出演している。2006年にデリカメゾンに移行するカタチで製造中止になった。

※ このほか1980年代には、200ml缶で発売されたワイン「キサラ」なども存在したが、1年足らずで発売中止になっている。その他、200ml缶で発売され、田原俊彦がCMに出演した「サントリーシードル」といった製品も発売されていた。

### その他の果実酒 （過去）
- 香梅酒（シャンメイチュウ）- 1992年発売。
- マカディア - 2004年に「健康リキュール」第1弾として発売。
- ちゅらディア - 2005年に前出のマカディアに続き、「健康リキュール」第2弾として発売。

### 合成清酒（過去）
- 千代田
寿屋時代の1932年に発売。1959年に森永醸造（現・福徳長酒類）に譲渡した。

## 主な関連企業・団体
※ 市町村名のかかれていないものは、東京都都心23特別区内にあるもの。
※サントリーグループ 企業概要ファクトシート 及び、グループ企業一覧 を元に作成。（2022年7月現在）

### 親会社
- 寿不動産株式会社（大阪市北区：鳥井・佐治一族の実質的管財会社。2009年4月1日現在、サントリーホールディングス株の89.33%を保有し、サントリーホールディングスの親会社となっている）

### 酒類事業
- サントリーグローバルスピリッツ --蒸留酒事業会社。2014年1月にビーム社の株式を買収し、サントリーが親会社となり、社名をビーム サントリーに変更した。後述のサントリースピリッツを含む、蒸留酒部門の世界統括機関となる。2024年4月30日に現在の社名に変更した。（ アメリカ合衆国・ニューヨーク州ニューヨーク）
- サントリー(2代目) -- 国内での酒類事業会社。2022年7月にサントリーBWS、スピリッツ事業会社のサントリースピリッツ（サントリー(初代)が前身で、2009年4月1日に旧酒類カンパニーだけを残してサントリー酒類(初代)に商号変更。2014年10月1日付でビーム サントリー傘下の蒸留酒部門専業となり、2015年1月1日付で社名変更[82]）、ビール事業会社のサントリービール（2014年10月1日付でサントリー酒類株式会社(初代)のビール事業を分社化して発足）、ワイン事業会社のサントリーワインインターナショナル（1998年10月7日設立。2009年4月1日にサントリーのワイン事業部を吸収分割により承継）、酒類の国内販売事業会社のサントリー酒類の5社が経営統合して発足した。
  - サントリーアライド—ウイスキー・ブランデー・スピリッツ・リキュールの輸入・販売。
  - サントリー知多蒸溜所—グレーンウイスキー（原酒）・スピリッツなどの製造。サントリーウイスキー知多の製造。2019年4月1日付で「サングレイン」から社名変更。（知多市）
  - 大隅酒造—乙類焼酎（原酒）・スピリッツなどの製造（曽於市）
  - ファインズ—ファインワインの輸入・販売。
  - 岩の原葡萄園—1890年に日本のワインの先駆者・川上善兵衛が創設したぶどう園。ぶどうの栽培およびワインの製造・販売。（上越市）
  - 沖縄サントリー—沖縄県におけるサントリー取扱いの酒類の販売。（那覇市）
  - 九州サントリーテクノプロダクツ—サントリー九州熊本工場における酒類・清涼飲料の製造作業請負。（上益城郡嘉島町）

### 食品事業

#### 健康食品事業
- サントリーウエルネス—健康関連事業。2009年4月1日に旧健康食品事業部持株会社を新設分割で独立させた完全子会社。
- コネクト—ハーブティー、精油、ハーブ関連商品の販売。

### 外食・加食・花・サービス事業

#### 外食・加食
- ダイナックホールディングス -- 東京証券取引所2部上場、61.7%出資。
  - ダイナック—飲食店「響」「膳丸」「鳥どり」などの経営
- プロントコーポレーション -- 「プロント」の経営およびフランチャイズ展開。
- ダイキチシステム -- 「やきとり大吉」のフランチャイズ展開。
- 井筒まい泉 -- とんかつ等の小売・レストラン運営。
- ハーゲンダッツジャパン -- 「ハーゲンダッツアイスクリーム」の製造・販売。40%出資。
- モンテ物産—イタリアワイン・食品の専門商社。

#### 花
- サントリーフラワーズ—花苗・鉢花、野菜苗・野菜青果及び切花の開発・生産・販売。

#### サービス
- サン・アド—テレビCM、新聞、雑誌、ポスター、カタログ、PR誌、SPツールなど広告・宣伝・販促の企画・制作。
- サントリー興産—不動産賃貸・管理（サントリー本社ビル、サントリーアネックスビル、アクア堂島ビル、駐車場ほか）。（大阪市北区）
- サントリーマーケティング&コマース—酒類関連備品販売（酒販店・飲食店向け）・企業の販促支援・代行 （キャンペーン企画・景品提案・配送・事務局運営等）・ワイン等酒類の店頭、通信販売。
- サントリーパブリシティサービス—サントリーの工場でのご案内、サントリーホールなどのレセプション業務、各種セミナー、イベント企画運営、マーケティング支援、商業複合施設等でのインフォメーション業務、公共文化施設運営・管理など。

### 機能会社
- サントリーMONOZUKURIエキスパート—サントリーグループ共通の「ものづくり（研究・開発・生産・調達・ロジスティックス・品質保証）」業務。
- サントリービジネスシステム—サントリーグループ共通のシェアードサービス・システムの提供等。
- サントリーシステムテクノロジー—IT専門機能会社。情報インフラや業務アプケーションの設計・構築・運用、デジタルマーケティング、先端技術のビジネス適用等（大阪市北区）
- サントリーグローバルイノベーションセンター—グループ全体の基盤研究を担う会社。2013年 (平成25年)4月1日にR&D部門の一部を独立。
- サントリーコーポレートビジネス—法人向けの販売・販促。
- サントリーコミュニケーションズ—サントリーグループのマーケティングコミュニケーション業務。
- サントリーコーヒーロースタリー—コーヒー豆の焙煎等。2001年にユニカフェとの合弁会社として「サンカフェ」を設立。2017年に現社名へ変更[83]。（海老名市）
- サントリーモルティング—麦芽の製造・保管。1961年に「関東麦芽」として設立。2000年に「カンバク」へ社名変更。2017年に現社名へ変更[84]。（宇都宮市）
- サントリーロジスティクス—製品の運送・保管。（大阪市北区）
- サンリーブ—店頭販促。

### 公益法人・学校法人等
- 公益財団法人サントリー芸術財団
  - サントリー美術館
  - サントリーホール
- 公益財団法人サントリー生命科学財団
- 公益財団法人サントリー文化財団
- 社会福祉法人邦寿会
- 学校法人雲雀丘学園 （歴代理事長はサントリー社長がつとめている）
- 公益信託サントリー愛鳥基金

### 海外事業
- 三得利（中国）投資有限公司—中国グループ会社のホールディングカンパニー。（上海）
- 匯源三得利（上海）飲料有限公司—中国における清涼飲料の製造・販売。（上海）
- 三得利分析技术（上海）有限公司—原料・製品分析、サプライヤー監査・指導等による品質保証活動。（上海）

## 広告

### サントリーと広告
創業者の鳥井信治郎も広告が好きだった。また開高健、山口瞳、柳原良平もサントリーの宣伝部に所属していた（前述の3名は後に独立し、サン・アドへ移行して、広告の企画立案ならびに、当時サントリーから発売されていたPR誌「洋酒天国」の編集を手掛ける）。戦前には片岡敏郎の手による赤玉ポートワインの広告が有名となり、戦後はテレビの普及とともにテレビCMの広告を次々と打ち出した。
- 主な広告として「トリスを飲んでHAWAIIへ行こう!」や、京都の街を子犬が歩く姿を撮影したトリス、サミー・デイヴィスJr.のスキャットや、カンヌ国際広告祭でグランプリを受賞したサントリーホワイト、アルチュール・ランボーやアントニオ・ガウディやグスタフ・マーラーを題材にしたサントリーローヤル、アニメのペンギンが松田聖子の「SWEET MEMORIES」を歌ったサントリー缶ビール、椎名誠（彼とサントリーの結びつきは非常に強い）と猫が出演したサントリー生ビール、近年では長塚京三と田中裕子が出演していた新オールドなどの広告がある。
- 一部のCMについては白州蒸溜所内に併設された白州ウイスキー博物館のビデオ・ライブラリーや、電通本社 (東京都港区)にあるアド・ミュージアム東京で視聴が可能である。
- また、毎年成人の日（1999年（平成11年）までは1月15日）には『成人おめでとうございます』、4月1日[注釈 16] には『社会人おめでとうございます』という、三谷幸喜が書いたコラムが各新聞社の広告欄に掲載される[86][87][注釈 17]。
- 2011年（平成23年）3月11日に発生した東日本大震災（東北地方太平洋沖地震）により、その後しばらく民放の企業出稿による商品CMが軒並み自粛となり、ACジャパン（社長の佐治敬三が、大阪の財界人に呼びかけて設立した「関西公共広告機構」が前々身）のテレビコマーシャルに差し替えられた中、いち早くテレビCM放映を再開。同年4月6日より、震災からの復興をテーマとして、当時同社グループのCMに出演していた総勢71名の俳優・歌手[注釈 18] が、坂本九のヒット曲である『上を向いて歩こう』『見上げてごらん夜の星を』の両曲（編曲・山下宏明）を、リレー形式で歌う『サントリー企業イメージのテレビCM』が放映された。
- 2020年（令和2年）5月には、新型コロナウイルス感染拡大防止のため自宅待機要請が行われているなか、在宅リモート会議のスタイルで、サントリーの当時のCM出演者たちが3～4人ずつで会話をする様子を描いた『話そう。みんなで』篇を、サントリー公式サイト動画、Youtubeチャンネル動画、テレビCMで展開した。

## テレビ番組
- 日経スペシャル カンブリア宮殿 ヒット連発、巨額買収！ 「やってみなはれ経営」で世界大攻略（2014年4月24日、テレビ東京）[88]。

### スポンサー番組

#### 単独スポンサー

##### 現在（単独スポンサー）
- 人生最高レストラン（TBS）
- 美味旬感（テレビ朝日、「サントリーウエルネス」名義）
- 神泡探訪記（BS-TBS）

##### 過去（単独スポンサー）
- パパは何でも知っている（日本テレビ）
- みんなでスコール（日本テレビ）
- 笑待席（日本テレビ）
- 夜の笑待席（日本テレビ）
- 金曜娯楽館（日本テレビ）後期はパイオニアに変更。
- 料理天国（TBS）一社提供だったが、後年は同社を含む複数社提供となった。
- チューボーですよ! → 新チューボーですよ!（TBS）
- 新・せんみつ湯原ドット30（TBS）無印時代は複数社提供だが、「新」時代に一社提供に変更。
- すばらしい味の世界（テレビ東京）
- 味の招待席（朝日放送）
- おーい!わが家（フジテレビ）
- 風来坊（フジテレビ）
- サントリー スポーツ天国（フジテレビ）
- テレビ・私の履歴書（テレビ東京）
- M.I.X（日本テレビ）当時水曜夜9時55分からの3分間番組。その後も同枠についてはスポンサーを継続し、「夜光虫」「PARTYしようよ」と1999年2月まで続く。
- ワインメール（フジテレビ／2000年10月 - 12月）
- プレミアムスウィッチ（日本テレビ）
- サントリーの天気予報 - 民放草創期のクレイアニメによる天気予報
- 人生、ハレどき（テレビ東京、週替わりで「サントリーオールフリー」などの名義）
- ハイボール万歳（BS-TBS、月曜午後8時54分-午後9時、「角ハイボール」または「ジム ビーム ハイボール」名義）
- 超達人店 ビール探訪（BS日テレ、水曜午後8時54分-午後9時、「ザ・プレミアムモルツ」名義）
- 憧れの名店 夢と音の多重奏（BSジャパン、月曜午後9時50分-午後9時55分(2017年9月までは木曜8時55分～午後9時→土曜午後6時25分～午後6時30分)、「ザ・プレミアムモルツ」（番組上ではザ・プレミアム・モルツ マスターズドリーム）名義）

#### 複数社提供

##### 現在（複数社提供）
主に日本国内について記載。サントリー食品インターナショナル（サントリーフーズ）のCMも含まれることもある。●は60秒以上のスポンサー、その他は30秒。
日本テレビ系
- news zero ※2012年10月から2018年9月までは隔日前半ナショナルセールス、2012年9月までは中盤ナショナルセールスで火曜日、水曜日、2011年9月までは木曜日も提供していた。2018年10月からは水曜日の中盤ナショナルセールス[注釈 19]。
- 笑点（一時期PT時あり）
- 世界の果てまでイッテQ!●（2010年10月 - ）※水色のカラー表示。2020年4月から冒頭30秒のカウキャッチャーも担当している為、本編60秒も加算され、合計90秒。
- 幸せ!ボンビーガール（2021年4月 - ） ※返り咲き。同業者のアサヒビールも提供。
- ぐるぐるナインティナイン（2020年4月 - ）※一時期「幸せ!ボンビーガール」から移動。一時期提供していた時期もあったが、降板し、2018年4月に一時復帰。
- 秘密のケンミンSHOW→秘密のケンミンSHOW 極（読売テレビ制作、2013年4月より2016年3月までは60秒。2011年4月から当初と同年4月より2017年3月までは30秒。その後降板した後、2020年10月から30秒で提供復帰。）

テレビ朝日系
- アメトーーク!（2020年4月 - ）※後半ナショナルスポンサー。
- 報道ステーション※毎週木曜日（〜2013年9月）→（2013年10月〜）毎週金曜日（もともとは水曜日で2007年10月は従来の毎週水曜日に加えて木曜日にも提供された。2011年4月～一時期月金の帯に提供枠拡大していて、その後2011年12月までは火曜と木曜の週2日提供していた。）

TBS系
- 日曜劇場●（2009年10月から、90秒）
- 新・情報7DAYS ニュースキャスター（当初60秒、2009年10月10日から上記日曜劇場の提供の為30秒へ縮小、TBS、別パートで同業者のアサヒビールも提供。）
- オールスター感謝祭 ※23時台中盤頃（90秒→60秒→30秒、本来なら人生最高レストランが放送されるが休止に伴う振替）
- マスターズゴルフ中継
- 中日クラウンズ●（CBC制作）

テレビ東京系
- 出没!アド街ック天国
- WBS※PT

フジテレビ系
- 月9ドラマ●（一時降板時期あり）
- ホンマでっか!?TV※同業者の日本コカ・コーラ、キリンビールもスポンサー。
- さんまのお笑い向上委員会（2018年5月から、30秒）
- FNSの日●（1993年から）

BS
- BSフジLIVE プライムニュース（BSフジ、カラー表示、読み上げは90秒以上の扱い）
- クイズ!脳ベルSHOW（BSフジ、水曜日、「サントリーウエルネス」名義）
- Dramatic Game 1844（BS日テレ）

この他にも3ヶ月限定スポンサーなど短期間限定でスポンサーにつくことも多い。

##### 過去（複数社提供）
日本テレビ系
- 巨泉・前武ゲバゲバ90分!
- 新ナポレオン・ソロ90分
- 火曜スペシャル
- 火曜サスペンス劇場（一時期の提供、不明〜1992年3月）
- 11PM（よみうりテレビと共同制作）
- 水曜グランドロマン
- とんねるずの生でダラダラいかせて（初期あたり）
- 木曜スペシャル（1970年代）
- ビートたけしの全日本お笑い研究所
- スーパースペシャル
- ズームイン!!SUPER（系列で火曜7時前半、札幌テレビで火曜・木曜に北海道ローカル、ミヤギテレビで火曜に宮城ローカルで提供）→ZIP!
- エンタの神様
- 太田光の私が総理大臣になったら…秘書田中。
- 日本テレビ・水曜ドラマ
- ザ!鉄腕!DASH!!（後半）「世界の果てまでイッテQ!」に移動。(2009年10月から2010年9月まで。)現在は同業者のアサヒビール、KIRINも提供。
- 全国高等学校クイズ選手権（2006年）
- ウタワラ（一時降板時期あり）
- 日本史サスペンス劇場
- 誰も知らない泣ける歌
- ダウンタウンDX（よみうりテレビ）
- THE・サンデーNEXT
- しゃべくり007
- 1億人の大質問!?笑ってコラえて!
- LIVE MONSTER
- 日曜ドラマ
- 火曜サプライズ
- 衝撃のアノ人に会ってみた! ※レギュラー進出後。
- 超問クイズ! 真実か?ウソか?→超問クイズ
- 幸せ!ボンビーガール（一時降板時期あり） ※2019年10月から同業者のアサヒビールもスポンサー。
- 天才!志村どうぶつ園 ※後半ナショナルスポンサー。嘗ては同業者のアサヒ飲料がスポンサーだった。
- 行列のできる法律相談所 ※現在は同業者のアサヒビールに交代。
- 今夜くらべてみました（2021年4月 -2022年3月 ）
- 人生が変わる1分間の深イイ話（2017年10月 - 2022年3月）※一時期降板し、復帰。 同業者のアサヒビールも提供。

TBS系
- TBS金曜9時枠の連続ドラマ（第1期のみ）
- 欽ちゃんの週刊欽曜日
- Gメン'75→ザ・サスペンス
- クイズ100人に聞きました
- 金曜ドラマ（1992年10月から1993年9月まで）
- ダンロップフェニックストーナメント（毎日放送・宮崎放送共同制作・1980年代後半頃から2006年まで）
- 千利休 〜春を待つ雪間草のごとく〜（毎日放送）
- TBS土曜8時枠の連続ドラマ
- 関口宏の東京フレンドパークII（木曜日時代・2009年4・5月のみ）
- 学校へ行こう!MAX
- ブロードキャスター（90秒で提供していた時期あり）
- チュー'sDAYコミックス 侍チュート!（毎日放送）
- 小堺一機のサタデーウィズ（TBSラジオ）
- エンパレ（毎日放送）
- この差って何ですか?
- がっちりマンデー!!（2014年4月から2016年3月まで）
- 世にも不思議なランキング なんで?なんで?なんで?●（2015年4月から12月まで）

フジテレビ系
- めざましテレビ
- プロ野球ニュース
- とんねるずのみなさんのおかげです（『ラスタとんねるず'94』まで続くが、『とんねるずの本汁でしょう!!』以降はスポンサーを降板）
- めちゃ×2イケてるッ!（〜2015年9月）※同業者の日本コカ・コーラもスポンサー、かつてはキリンビバレッジもスポンサーだった。
- 水曜劇場（第1期）
- フジテレビ火曜9時枠の連続ドラマ
- 青春
- テレビグランドスペシャル（第1期）
- マイティジャック（『戦え〜』時代は提供せず）
- コント55号の世界は笑う
- コント55号のやるぞみてくれ!
- なつメロ・ヒット・フェスティバル
- なんてったって好奇心
- プロ野球ニュース（1980-88年ごろ）
- メントレG
- 熱血!平成教育学院
- 爆笑レッドカーペット（土曜日時代）
- 関西テレビ制作・火曜夜10時枠の連続ドラマ（一時降板時期あり）
- SMAP×SMAP（関西テレビ・フジテレビ共同制作）
- グータンヌーボ（関西テレビ製作）
- 恋愛地球旅行 あいのり
- ほこ×たて
- ちびまる子ちゃん
- 超潜入!リアルスコープハイパー
- ヨルタモリ
- すぽると!（平日・隔日）
- おじゃマップ
- ネタパレ（60秒の時期もあり）
- 梅沢富美男のズバッと聞きます!

テレビ朝日系
- 月曜ワイド劇場
- 土曜ワイド劇場（朝日放送と共同制作・1989年ごろから1993年9月まで）
- ニュースステーション
- 小学生クラス対抗30人31脚
- 笑いの金メダル（朝日放送）
- ポカポカ地球家族
- クイズプレゼンバラエティー Qさま!!
- ナニコレ珍百景（水曜時代）
- 上沼恵美子のおしゃべりクッキング（隔日提供）（朝日放送）
- 木曜ドラマ（2006年9月末で降板。別番組に提供枠を移動）
- 人生の楽園
- クイズ雑学王
- ドラえもん
- 秘密結社鷹の爪 カウントダウン[注釈 20]
- 旅の香り〜四季の名宿めぐり〜
- 日曜洋画劇場（開始から2012年9月末まで約45年間提供スポンサーを務めた）
- いきなり!黄金伝説

テレビ東京系
- 所さんの学校では教えてくれないそこんトコロ!
- 和風総本家（テレビ大阪製作）
- 木曜洋画劇場（開始から2003年3月末まで約35年間提供スポンサーを務めており、降板後も稀に提供していたこともある）
- にっぽん!いい旅

### CM出演者
- ★は先述した震災復興CMにも出演。

アルコール（ノンアルコールも含む）
- 川口春奈 - ザ・プレミアム・モルツ〈ジャパニーズ・エール〉香るエール
- 大泉洋 - ザ・プレミアム・モルツ(過去にBOSS（CREATIVE OFFICE CUE所属タレント一同として）、ティーチャーズ・ハイランドクリーム（英語版）（アードモア蒸溜所））
- 広瀬すず - ザ・プレミアム・モルツ
- 檀れい - 金麦★
- 木村拓哉 - 金麦、（過去にリザーブ、ザ・プレミアムモルツ）
- 段田安則 - 金麦（ナレーター）
- 戸田恵梨香 - 金麦（糖質70%OFF）（過去に百年茶）
- 大森南朋 - 金麦（糖質75%OFF）（過去にオールド、BOSS贅沢微糖、BOSSグリーン）★
- ヒロミ - 金麦ゴールドラガー
- 長嶋一茂 - 金麦ゴールドラガー
- 小池栄子 - 金麦ゴールドラガー（過去にマグナムドライ）
- 反町隆史 - マグナムドライ＜本辛口＞
- EXILE NAOTO - マグナムドライ＜本辛口＞
- 唐沢寿明 - 頂（過去にモルツ、熱血飲料のCMに出演）
- 板谷由夏 - 頂
- 本田博太郎 - 頂
- 近藤真彦 - アイスジン
- 森田剛 - ザ・カクテルバー プロフェッショナル
- 岩松了 - ザ・カクテルバー プロフェッショナル
- マーティン・フリーマン - 響
- 長谷川博己 - 響
- 小野ゆり子 - 白州
- 堤真一 - ウイスキー アンバサダー
- 天海祐希 - -196℃ストロングゼロドライ（かつてDAKARAのCMに出演）
- ウエンツ瑛士 - -196℃ストロングゼロドライ（天海と共演）
- 篠原信一 - -196℃ストロングゼロドライ（天海と共演）（かつてBOSSプレミアムボスのCMに出演）
- 沢村一樹 - -196℃ストロングゼロビターレモン（天海と共演）（かつてなっちゃんのCMに出演）
- 照英 - -196℃ストロングゼロビターレモン（かつてビタミンウォーター、ジョッキ生のCMに出演）
- 賀来賢人 - -196℃ストロングゼロ＜瞬感シリーズ＞、ジムビーム ハイボール缶[89]
- 佐藤二朗 - ほろよい（かつてオランジーナのCMに出演）
- 黒木華 - ほろよい
- 広末涼子 - のんある気分
- 秋山竜次（ロバート） - のんある気分
- 大島優子 - のんある気分
- 千原兄弟 - のんある気分
- 吉高由里子 - トリス、トリスハイボール、トリスクラシック（かつてジョッキのみごたえ辛口<生>のCMにも出演）★
- 馬場裕之（ロバート） - トリスクラシック
- 寺脇康文 - オールフリー
- 南海キャンディーズ - からだを想うオールフリー（かつてDAKARAのCMに出演）
- 石原さとみ - 鏡月、ザ・プレミアムモルツ、ザ・プレミアムモルツ＜香るエール＞（かつてBOSSレインボーマウンテン、-196℃のCMに出演）★
- 戸次重幸 - 鏡月ウーロン
- ローラ - ジムビーム
- 小栗旬 - クラフトバーボン メーカーズマーク（過去にペプシNEX、山崎12年、ウイスキー統合★）
- 手塚真生 - クラフトバーボン メーカーズマーク
- 井川遥 - 角瓶（「角ハイボール第三章」メインCMキャラクター）
- 木南晴夏 - 角瓶（井川と共演）
- 加瀬亮 - 角瓶（井川と共演）（過去にマグナムドライ、なっちゃん、リプトン スマートタイム、エスプレッソーダなど）
- 田中圭 - 角瓶（井川と共演）
- 矢本悠馬 - 角瓶（井川と共演）
- 綾野剛 - SUNTORY WORLD WHISKY 碧Ao（過去にオールフリー、白州、こくしぼり）
- 山本耕史 - 澄みわたる梅酒
- 速水もこみち - ごちそう梅酒（過去にビタミンウォーター）
- 松田翔太 - サウザクーラー（過去にBOSS ハーフ&ハーフ、プロテインウォーター、なっちゃん、ザ・プレミアムモルツ＜香るエール＞★）
- CYBERJAPAN DANCERS - サウザクーラー
- 水曜日のカンパネラ - フレシネ
- 内村光良 - 明日のレモンサワー
- 出川哲朗 - 明日のレモンサワー
- 梅沢富美男 - こだわり酒場のレモンサワーの素
- マツコ・デラックス - 香る大隅〈麦とジャスミン〉
- 舘ひろし - こだわり酒場のお茶サワー

ソフトドリンク
- トミー・リー・ジョーンズ - BOSSレインボーマウンテン★
- 堺雅人 - BOSSクラフトボス
- 杉咲花 - BOSSクラフトボス、BOSSクラフトボスTEA
- 成田凌 - BOSSクラフトボス
- ゆりやんレトリィバァ - BOSSクラフトボス
- 松たか子 - BOSSクラフトボスTEA（過去にビックル、モルツ、BOSSゼロの頂点、こくしぼり）
- 椎名林檎 - BOSSクラフトボスTEA
- 立川談春 - BOSS
- 岡崎体育 - BOSS
- ブラックマヨネーズ - デカビタC
- 本田圭佑 - ペプシ Jコーラ
- 本木雅弘 - 伊右衛門★ （過去にリザーブ）
- 宮沢りえ - 伊右衛門★
- 松坂大輔 - 伊右衛門
- 村田修一 - 伊右衛門
- 田中圭 - 伊右衛門 特茶
- 朝比奈彩 - 伊右衛門 特茶
- さまぁ〜ず - 伊右衛門 特茶
- 梶原善 - 伊右衛門プラス
- 中条あやみ - 黒烏龍茶、おいしい腸活 流々茶
- 高橋真麻 - おいしい腸活 流々茶
- しずくちゃん - GREEN DAKARA
- 徳原ありさ - GREEN DAKARA
- 高橋克実 - 胡麻麦茶★
- 田代留海 - 胡麻麦茶（ナレーター）
- 浜辺美波 - ニチレイアセロラドリンク
- 松岡修造 - CCレモン
- 宇多田ヒカル - 天然水（過去にペプシNEX）
- 竹内力 - はちみつレモン（クマ「レモさん」の声）
- スチャダラパー（ANI・BOSE） - はちみつレモン（クマ「ハチ」「ミツ」の声）
- ヴァンサン・カッセル - オランジーナ
- 小峠英二 - オランジーナ
- 小林克也 - セサミンEX（過去に笑点コラボキャンペーンのナレーション）
- サンドウィッチマン - 烏龍茶
- 菊池涼介 - 烏龍茶（中四国限定）
- 新井貴浩 - 烏龍茶（中四国限定）
- 阿佐ヶ谷姉妹 - 烏龍茶

アルコール
- 黒沢年男 - 純生
- 上條恒彦 - 上に同じ
- ヒデとロザンナ - 上に同じ
- 麒麟児 - 上に同じ
- 旭国 - 上に同じ
- タケカワユキヒデ - 上に同じ
- 渡哲也 - 上に同じ
- 初代貴ノ花 - 生樽
- 田中好子 - 上に同じ
- 成田三樹夫 - 上に同じ
- 桂三枝 - 上に同じ
- 高見知佳 - 上に同じ
- レオナルド熊 - 上に同じ
- 所ジョージ - 上に同じ、ビーハイ、ジョッキ生
- 田中美佐子 - 上に同じ
- 京塚昌子 - 上に同じ
- 西川きよし - 上に同じ
- 薬師丸ひろ子 - 缶ビール、和膳
- 布施明 - サマーギフト、ザ・プレミアム・モルツ（ナレーター）
- 黛敏郎 - メルツェンビール
- 鹿賀丈史 - 白角、ギフトCM、クラシックetc
- 宇津井健 - レッド、ウイスキーギフト、ウイスキーソーダ
- 神山繁 - ウイスキーギフト、メルツェンビール、ウイスキーソーダ
- 大野しげひさ - レッド
- 大原麗子 - レッド、オールド
- 斉藤慶子 - HAIG
- 赤井英和 - ダイナミック
- 山口智子 - 上に同じ、オールフリー
- 志村けん - ライツ
- 柳葉敏郎 - 上に同じ
- 石塚英彦 - 上に同じ
- 西田尚美 - 上に同じ
- 江口洋介 - スーパーリッキー
- KinKi Kids - スーパーブルー
- 森高千里 - アイスジン、アイスウォッカ
- 深津絵里 - 大地と水の恵みのビール、ピングレ、キョホグレ、こくしぼり
- 爆笑問題 - モルツ、ダイエット、スーパーチューハイ
- 釈由美子 - H（アッシュ）
- 高橋かおり - ビアカクテル
- 河相我聞 - 上に同じ
- 阿部寛 - 上に同じ（ナレーター）
- 星野有香 - ザ・カクテルバー
- 青山恭子 - 上に同じ
- 熊沢千絵 - 上に同じ
- 能登香織 - 上に同じ
- 福井リサ - 上に同じ
- 安藤あき子 - 上に同じ
- 七森美江 - 上に同じ
- 伊東彩 - 上に同じ
- 吉瀬美智子 - 上に同じ
- 浅見れいな - 上に同じ
- 小日向しえ - 上に同じ
- 田中ゆき - 上に同じ（ナレーター）
- 印南優貴 - 上に同じ
- アンヌさん - 上に同じ
- 松尾敏伸 - おうちカクテル
- 大濱ルミ - とっておき果実のお酒
- 羽野晶紀 - とっておき果実のお酒（ナレーター）
- 浅尾美和 - ザ・プレミアム・モルツ
- 菅原文太 - ホップス生
- 松方弘樹 - 上に同じ、サントリーカスタム
- 岸谷五朗 - スーパーホップス
- 中居正広 - 上に同じ
- ファンク・ザ・ピーナッツ - 上に同じ[注釈 21]
- 筧利夫 - マグナムドライ
- 高橋克典 - 上に同じ
- ワンダラーズ - 上に同じ
- 五明祐子 - 上に同じ
- 霧島れいか - 上に同じ
- 奥田恵梨華 - 上に同じ
- 清原和博 - 上に同じ
- 松居直美 - 上に同じ
- 松井秀喜 - 上に同じ
- 長瀬智也 - 上に同じ
- ハナ肇とクレージーキャッツ - サントリービール[注釈 22]
- 椎名誠 - 上に同じ
- 明石家さんま - 上に同じ
- 岡本太郎 - 上に同じ
- 藤巻潤 - ウイスキーソーダ
- 川津祐介 - 上に同じ
- 倉石功 - 上に同じ
- 稲葉義男 - 上に同じ
- 中条静夫 - 上に同じ
- 島田紳助 - ナマ吟生
- 野茂英雄 - 殻破りビア吟醸<生>
- 川岸良兼 - 上に同じ
- 小泉孝太郎 - ダイエット（生）
- 白石美帆 - 上に同じ
- 俵孝太郎 - 上に同じ
- 飯島直子 - 上に同じ、旨味たっぷり秋楽
- 佐藤隆太 - 上に同じ
- 古今亭志ん朝 - モルツ
- 五木ひろし - 上に同じ
- 藤竜也 - 上に同じ
- 薬丸裕英 - 上に同じ
- コロッケ - 上に同じ
- 下川辰平 - 上に同じ
- 鈴木京香 - 上に同じ
- 筒井康隆 - 上に同じ
- 藤田まこと - 上に同じ
- 山本浩二 - 上に同じ
- 郷ひろみ - 上に同じ
- 萩原健一 - 上に同じ、ウイスキー統合★
- 大沢啓二 - 上に同じ
- 美保純 - 上に同じ
- 原辰徳 - 上に同じ
- 衣笠祥雄 - 上に同じ
- 桂ざこば - 上に同じ
- 中原葉子 - 上に同じ
- 近藤芳正 - 上に同じ
- 渡部篤郎 - 上に同じ
- 山本太郎 - 上に同じ、マグナムダライ
- 原田泰造 - 上に同じ
- 中村勘三郎 - 上に同じ
- 陣内孝則 - 上に同じ
- 原田健二 - 上に同じ
- EXILE TRIBE - ザ・モルツ
- HIRO - ザ・モルツ
- 松本利夫 - ザ・モルツ
- ATSUSHI - ザ・モルツ
- TAKAHIRO - ザ・モルツ
- SHOKICHI - ザ・モルツ
- 今市隆二 - ザ・モルツ
- 登坂広臣 - ザ・モルツ
- 川藤幸三 - モルツ、ダイエット（生）
- 三浦友和 - 冷撰洋酒、スーパーチューハイ、オールフリー★
- 宇崎竜童 - 氷点貯蔵
- 大浦龍宇一 - 鍋の季節の生ビール
- 香川照之 - 上に同じ
- デーブ大久保 - 上に同じ
- 辺見マリ - 上に同じ
- 伊集院光 - 上に同じ
- 久保田利伸 - ハーフ&ハーフ
- シャ乱Q - ビターズ
- 西岡徳馬 - 上に同じ
- 緒形直人 - こだわり限定醸造・麦の贅沢、小麦でつくったホワイトビール
- 内藤剛志 - 麦の薫り
- 加藤いづみ - 秋が香るビール
- 木村多江 - 上に同じ
- 柳原愛子 - 春一番生ビール
- 小松政夫 - 上に同じ
- 藤木直人 - 純生
- 加藤浩次 - 上に同じ
- 木村佳乃 - 上に同じ
- 羽田美智子 - 酎ハイ ゆず、かぼす、すだち(ゆ・か・す)
- ユースケ・サンタマリア - スーパーチューハイ
- 野沢和香 - 上に同じ
- 田村正和 - スーパーチューハイダブル搾り
- 鮎河ナオミ - -196℃
- 道端ジェシカ - 上に同じ
- 井ノ原快彦 - 上に同じ
- 蝶野正洋 - -196℃、ジョッキ生8 クリアストロング★
- 鈴木浩介 - -196℃ストロングゼロドライ
- 原金太郎 - -196℃ストロングゼロドライ
- 戸田昌宏 - グレフル、キョホグレ
- 中山仁 - セレクト
- 安西マリア - ヘルメスリキュール
- 仁科明子 - 上に同じ
- ジュディ・オング - 上に同じ
- 藤圭子 - 上に同じ
- 今陽子 - 上に同じ
- 草笛光子 - 赤玉ポートワイン、赤玉ポートワインスペシャル
- とんねるず - レゼルブ、モルツ
- 小林麻美 - 上に同じ
- 藤谷美和子 - 上に同じ、果実酒房
- 田辺誠一 - 上に同じ、マドンナ、はなうた
- 大沢たかお - 上に同じ、マグナムドライ、リラックス
- 古田敦也 - 上に同じ
- 中井美穂 - 上に同じ
- 坂本一敏 - フルーツワイン
- 室井滋 - ヘルシー素材のお酒
- 粟田麗 - 和ウィスキー膳
- 小田エリカ - 上に同じ
- マリエスタ - 上に同じ
- 鶴田真由 - サントリーフルーツ＆ビア、むぎのか★
- 永作博美 - それから
- ベッキー - リッキー、おうちカクテル、ボジョレーヌーヴォー★
- 野坂昭如 - ゴールド900
- 日野皓正 - ホワイト
- 南果歩 - ミスピーチフィズ、レッド
- 松下奈緒 - マカディアスパークリング、モルツ
- 緒形拳 - リザーブ
- 黒澤明 - 上の同じ
- 倍賞千恵子 - 上に同じ
- 高橋惠子 - 上に同じ
- 竹中直人 - 上に同じ
- 椎名桔平 - 上に同じ
- 白島靖代 - 上に同じ
- 沢田研二 - 上に同じ
- 奥田瑛二 - 上に同じ
- 木下千春 - 上に同じ
- 佐藤浩市 - リザーブ10年・シェリー樽仕上げ、-196℃極キレ
- 真行寺君枝 - 缶リザーブ
- 長塚京三 - オールド
- 浅野麻衣子 - 上に同じ
- 榊ゆりこ - 上に同じ
- 翁華栄 - 上に同じ
- 中井貴一 - 上に同じ
- 倉本聰 - 上に同じ
- さとう珠緒 - NEW OLD サマーブレンド
- HARUKO - 上に同じ
- 藤本恭子 - ニューオールド
- 田中裕子 - 樹氷、タコハイ、オールド
- 小林旭 - サントリーホワイト25
- 田原俊彦 - サントリーシードル
- 東山紀之 - マテウス・ロゼ、ザ・プレミアムモルツ（ナレーター）
- 小林薫 - ローヤル、冴生
- 大地康雄 - 上に同じ
- 時任三郎 - 上に同じ
- 鷲生功 - 上に同じ
- 徳丸純子 - 上に同じ
- 藤原礼実 - ローヤル、クレスト(サマーギフト)
- 坂本龍一 - 山崎、ウイスキー統合★
- 中原理恵 - デリカメゾン
- 原田知世 - マドンナ
- つみきみほ - 上に同じ
- 久保京子 - 上に同じ
- 河合恭誌 - 上に同じ
- 原沙知絵 - 彩食健美
- 古手川祐子 - サントリーブランデーV.O
- わたりとしお - サントリーブランデー V.S.O.P DUET
- 柳沼淳子 - 白桃とコエンザイムQ10のお酒
- 川村ゆきえ - ジョッキ生
- 原幹恵 - 上に同じ
- 長谷川恵美 - 上に同じ
- 相沢紗世 - 上に同じ
- 平愛梨 - 上に同じ
- 安座間美優 - 上に同じ
- 陸守絵麻 - 上に同じ
- 稲森いずみ - 上に同じ
- 泉里香 - 上に同じ
- 加藤あい - アワーズ
- オダギリジョー - ほろよい
- 水嶋ヒロ - 上に同じ
- トリンドル玲奈 - 上に同じ
- 成海璃子 - 上に同じ
- 渡辺大知 - 上に同じ
- 片平里菜 - 上に同じ
- 市村正親 - ダイエット生
- 加藤ローサ - 上に同じ
- 川平慈英 - 上に同じ
- 峯村淳二 - 上に同じ
- 太田美恵 - 上に同じ
- 加藤夏希 - ザ・ストレート
- 役所広司 - 上に同じ
- 木梨憲武 - おいしいZERO
- 振分親方 - おいしいZERO
- 蓮佛美沙子 - 鏡月グリーン
- 渡辺謙 - グラン ドライ
- 中村梅之助 - 白角
- 佐野浅夫 - 上に同じ
- 由美かおる - 上に同じ
- 高橋元太郎 - 上に同じ
- 中村嘉葎雄 - 上に同じ
- 片岡鶴太郎 - 角瓶
- 酒井和歌子 - 上に同じ
- 井川比佐志 - 上に同じ
- 近内仁子 - 上に同じ
- 安部聡子 - 上に同じ
- 原田修一 - 上に同じ
- 瀬川哲也 - 上に同じ
- 佐藤和代 - 上に同じ
- 浅野忠信 - 角瓶、ウイスキー統合
- 西原亜希 - 角瓶
- 小雪 - 角瓶（「角ハイボール」初代メインCMキャラクター、純生、ウイスキー統合★）
- おぎやはぎ - 角瓶★（小雪と共演）
- 袴田吉彦 - 角瓶★（小雪と共演）
- 山崎樹範 - 角瓶★（小雪と共演）
- 森田彩華 - 角瓶
- 山田真歩 - 角瓶
- 小日向文世 - ザ・プレミアム・モルツ（ナレーター、一部CMで出演）
- 小澤征悦 - ザ・プレミアム・モルツ（ナレーター）
- 山崎まさよし - ザ・プレミアム・モルツ
- スキマスイッチ - ザ・プレミアム・モルツ
- 大谷亮平 - ザ・プレミアム・モルツ
- ケント・モリ - ザ・プレミアム・モルツ
- 古田敦也 - ザ・プレミアム・モルツ＜香るエール＞
- 西崎幸広 - ザ・プレミアム・モルツ＜香るエール＞
- 矢沢永吉 - ザ・プレミアム・モルツ（過去にBOSS、角瓶）★
- 竹内結子 - ザ・プレミアム・モルツ（過去にCCレモン）★
- 嶋基宏 - ザ・プレミアム・モルツ
- 野村義男 - ザ・プレミアム・モルツ（ナレーター）
- 真木よう子 - 金麦（糖質70%off）[注釈 23]
- バカリズム - 金麦（糖質70%off）
- 高良健吾 - 金麦★
- 石丸謙二郎 - 豊か＜生＞（ナレーター）
- Char - STONES BAR
- 岸本セシル - STONES BAR
- 仲井戸麗市 - STONES BAR
- 加藤ひさし（THE COLLECTORS） - STONES BAR
- 古市コータロー（THE COLLECTORS） - STONES BAR
- 寺岡呼人（JUN SKY WALKER(S)） - STONES BAR
- Number the. - STONES BAR
- オカモト"MOBY"タクヤ（Scoobie Do） - STONES BAR
- 松田晋二（THE BACK HORN） - STONES BAR
- SPECIAL OTHERS - STONES BAR
- Chim↑Pom - STONES BAR
- ザ50回転ズ - STONES BAR
- 栗本ヒロコ - STONES BAR
- モーモールルギャバン - STONES BAR
- 在日ファンク - STONES BAR
- HALCALI - STONES BAR
- 黒猫チェルシー - STONES BAR
- OKAMOTO'S - STONES BAR
- 鋤田正義 - STONES BAR
- 高橋靖子 - STONES BAR
- 桐谷健太 - ほろよい★
- 佐藤健 - ほろよい★、知多
- ほっしゃん。 - 角瓶
- 水上剣星 - 角瓶
- 板東晴 - 角瓶
- 西田敏行 - 角瓶
- 内田亜希子 - 角瓶
- ピエール瀧 - 角瓶
- リリーフランキー - The O.N.E（ザ・ワン）
- 東出昌大 - トリスクラシック
- 柄本明 - トリスクラシック
- 榮倉奈々 - オールフリー★、ラドラ―
- 日村勇紀 - オールフリー
- 黒沢かずこ - オールフリー
- 奇妙礼太郎 - オールフリー
- 松下洸平 - オールフリー
- 桐山漣 - オールフリー
- 佐々木蔵之介 - オールフリー
- 高畑充希 - オールフリー
- 満島真之介 - のんある気分
- 池上幸平 - のんある気分
- 西野まり - 澄みわたる梅酒
- 栗山千明 - まるで梅酒なノンアルコール
- 渡部建(アンジャッシュ) - プレシャス
- LiLiCo - プレシャス
- 犬山紙子 - プレシャス
- 柳沢慎吾 - 明日のレモンサワー
- 松山愛里 - 金麦（糖質70%OFF）
- 田中要次 - 金麦クリアラベル
- 木下隆行 - 金麦クリアラベル
- ホラン千秋 - 金麦クリアラベル

ソフトドリンク
- アグネス・チャン - サントリーフルーツソーダ
- チェッカーズ - ジェットストリーム
- 中山美穂 - 上に同じ
- 研ナオコ - サントリーエード
- 前田日明 - ウエスト
- 織田裕二 - 缶コーヒーWEST、ペプシスペシャル
- 小田茜 - はちみつレモン
- 堀川早苗 - 上に同じ
- 青木裕子 - ミルパワー
- 川原亜矢子 - ごめんね。
- 大塚真由 - 上に同じ
- 河井青葉 - 上に同じ
- 菊池華代 - 上に同じ
- ひろこ - 上に同じ
- 鷲尾いさ子 - サントリー鉄骨飲料
- りょう - 上に同じ
- 川合千春 - 上に同じ、ジュプレ
- ビートたけし - バイオミンX
- 野村克也 - 上に同じ
- 村田英雄 - 上に同じ
- 北野さき - 上に同じ
- 森田健作 - 上に同じ
- 三浦知良 - デカビタ
- 城彰二 - 上に同じ
- 岡野雅行 - 上に同じ
- 岸祐二 - 上に同じ
- 高田延彦 - 上に同じ
- 深田恭子 - 上に同じ、なっちゃんスムージー、ケロッグ飲む朝食
- 佐々木萌詠 - デカビタC
- 寺田心 - デカビタC
- 池松壮亮 - デカビタC
- 松雪泰子 - ビックル、BOSSプレミアムボス
- 坂井真紀 - 上に同じ
- PUFFY - 上に同じ
- 川本真琴 - リゲインエナジードリンク
- 滝藤賢一 - リゲインエナジードリンク
- すみれ - リゲインエナジードリンク
- 山本譲二 - セサミン3000
- 妻夫木聡 - ペプシNEX
- 岡田准一 - 上に同じ
- 松本潤 - 上に同じ
- 香里奈 - 上に同じ
- トータス松本 - 上に同じ
- 山田優 - 上に同じ
- L'Arc〜en〜Ciel - 上に同じ（かつてBOSSセブンのCMに出演しており、12年ぶりのCM復帰となった）
- コブクロ - 上に同じ
- 倖田來未 - 上に同じ
- ポルノグラフィティ - 上に同じ
- B'z - 上に同じ
- Perfume - 上に同じ
- ザ・クロマニヨンズ - 上に同じ
- 杉本有美 - 上に同じ
- 日南響子 - 上に同じ
- 桐谷美玲 - ペプシDRY
- ももいろクローバーZ - ペプシブラック、ペプシスペシャル
- SUGIZO - ペプシ Jコーラ
- KenKen - ペプシ Jコーラ
- DJ RENA - ペプシ Jコーラ
- にゃんごすたー - ペプシ Jコーラ
- ダンサー - ペプシ Jコーラ
- 村松利史 - セブンアップ
- 小野あかね - 上に同じ
- 星井七瀬 - なっちゃん
- 三浦透子 - 上に同じ
- 金子統昭 - 上に同じ
- 加賀まりこ - 上に同じ
- えなりかずき - 上に同じ
- 松下由樹 - 上に同じ
- 勝地涼 - 上に同じ
- 中村優子 - 上に同じ
- 堀ちえみ - 上に同じ
- 桜庭ななみ - 上に同じ
- アントン・ウィッキー - 上に同じ
- 星羅 - 上に同じ
- 永山絢斗 - 上に同じ
- 宮城秋菜 - 京番茶
- 小林麻子 - 上の同じ
- 神吉宏充 - 上に同じ
- 市田ひろみ - 上に同じ、のほほん茶
- 内藤國雄 - のほほん茶
- 市川染五郎 - 上に同じ
- 剣太郎セガール - しみじみ緑茶
- みれいゆ - 上に同じ
- 宮崎あおい - 緑水
- 常盤貴子 - 熟茶
- 草彅剛 - 上に同じ、BOSSレインボーマウンテン、伊右衛門
- 水野美紀 - 中国緑茶
- 麻生久美子 - リピュア
- 於保佐代子 - 和茶
- 菅野美寿紀 - 和茶
- 西郷輝彦 - まんてん畑
- ベンガル - 伊右衛門
- 山咲千里 - 伊右衛門
- 喜多嶋舞 - 伊右衛門
- 上原さくら - 伊右衛門
- 前田希美 - 伊右衛門
- 夏木マリ - 伊右衛門、BOSSクラフトボス
- ベンガル - 伊右衛門
- 宮崎あおい - 伊右衛門、烏龍茶
- 長谷川京子 - 伊右衛門 特茶
- 野村萬斎 - 伊右衛門 特茶、BOSS
- 名倉潤・渡辺満里奈夫妻 - 伊右衛門
- 鳥越俊太郎 - 伊右衛門
- 斉藤美穂 - 伊右衛門
- 倍賞千恵子・美津子姉妹 - 伊右衛門
- 小室ゆら - 伊右衛門
- 高木ブー - 伊右衛門
- 内八重友賀 - フラバン茶
- 小林あずさ - 上に同じ
- 森下愛子 - 三十丸
- プリンセス プリンセス - もも紅茶
- 角田真貴 - ピコー
- 杉本豊久 - 上に同じ
- 米田有希 - ピコー三ツ星紅茶 ぜいたくミルクティー
- 波瑠 - ラッキーサイダー
- 中島広稀 - 上に同じ、CCスポーツ
- 仲里依紗 - ニチレイアセロラドリンク★
- 町田康 - BOSSブラック
- 街田しおん - 上に同じ
- 中原丈雄 - 上に同じ
- 伊藤正之 - BOSS
- 神田うの - BOSS
- 佐川大輔 - BOSS
- 小林幸子 - BOSS
- 志賀光太郎 - BOSS
- 布袋寅泰 - BOSS HG、銀BOSS（永瀬正敏と共演）
- CHEMISTRY - BOSS HG（1stアルバム『The Way We Are』の宣伝CMとのコラボ）
- 中居正広 - BOSS HG（スカパー!×年末年始キャンペーンCMとのコラボ）
- 樹木希林 - BOSS HG（フジカラーお正月を写そうCMとのコラボ）
- 岸本加世子 - BOSS HG（同上）
- 豊川悦司 - BOSS
- 浜崎あゆみ - BOSS
- あばれる君 - BOSS
- ミッツ・マングローブ - BOSS
- 徳光和夫 - BOSS
- 宇梶剛士 - BOSS
- いとうあさこ - BOSS
- 今田耕司 - BOSS
- 堤下敦 - BOSS
- 椿鬼奴 - BOSS
- 北島三郎 - BOSS
- 石川さゆり - BOSS、ペプシ Jコーラ
- 永六輔 - BOSS
- 蜷川幸雄 - BOSS
- タカアンドトシ - BOSS
- 木村祐一 - BOSS
- タモリ - BOSSレインボーマウンテン、BOSSプレミアムボス、BOSS
- 上島竜兵 - BOSSレインボーマウンテン
- 広川ひかる - BOSSレインボーマウンテン
- レギュラー（松本康太・西川晃啓） - BOSSレインボーマウンテン
- 北野誠 - BOSSレインボーマウンテン
- 桜川ひめこ - BOSSレインボーマウンテン
- 葉月あこ - BOSSレインボーマウンテン
- 柳原可奈子 - BOSSレインボーマウンテン
- 若槻千夏 - BOSSレインボーマウンテン
- デーブ・スペクター - BOSSレインボーマウンテン
- 小倉優子 - BOSSレインボーマウンテン
- 阿藤快 - BOSSレインボーマウンテン
- 渡辺裕之 - BOSSレインボーマウンテン
- 福本清三 - BOSSレインボーマウンテン
- 財津一郎 - BOSSレインボーマウンテン
- 三原じゅん子 - BOSSレインボーマウンテン
- 宮川俊二 - BOSSレインボーマウンテン
- 柄本佑 - BOSSレインボーマウンテン
- 大杉漣 - BOSSレインボーマウンテン
- ゆうたろう - BOSSレインボーマウンテン
- 小野寺昭 - BOSSレインボーマウンテン
- 竜雷太 - BOSSレインボーマウンテン
- 勝野洋 - BOSSレインボーマウンテン
- 木之元亮 - BOSSレインボーマウンテン
- 渡辺えり - BOSSレインボーマウンテン
- 杉田かおる - BOSSレインボーマウンテン
- 杉本哲太 - BOSSレインボーマウンテン
- 市原悦子 - BOSSレインボーマウンテン
- ガッツ石松 - BOSSレインボーマウンテン
- 池脇千鶴 - BOSSレインボーマウンテン
- 有吉弘行 - BOSSレインボーマウンテン
- 谷花音 - BOSSレインボーマウンテン
- 渡邉このみ - BOSSレインボーマウンテン
- 渡辺哲 - BOSSレインボーマウンテン
- 松原智恵子 - BOSSレインボーマウンテン
- 寺島しのぶ - BOSSレインボーマウンテン
- 田中哲司 - BOSSレインボーマウンテン
- キンタロー。 - BOSSレインボーマウンテン
- スギちゃん - BOSSレインボーマウンテン
- 入来祐作 - BOSSレインボーマウンテン
- マツコ・デラックス - BOSSブラック・BOSSシルキーブラック、BOSSプレミアムボス
- 夏目三久 - BOSSブラック・BOSSシルキーブラック
- 坂上忍 - BOSSプレミアムボス
- 武井壮 - BOSSプレミアムボス
- 鈴木おさむ - BOSSプレミアムボス
- 山村紅葉 - BOSSプレミアムボス
- 貫地谷しほり - BOSSプレミアムボス
- 北村一輝 - BOSSプレミアムボス
- 山﨑努 - BOSSシンプルスタイル
- 片岡愛之助 - BOSSグリーン
- 大久保佳代子 - BOSSグリーン
- 要潤 - BOSSグリーン
- 福井謙二 - BOSSグリーン
- 奥村愛 - BOSSリラックスラテ
- 内野聖陽 - BOSSプライドオブボス
- 竹原ピストル - BOSSプライドオブボス
- 笹野高史 - BOSSクラフトボス
- 松田聖子 - BOSSシルキーブラック、パピプペンギンズと共演したCANビール★
- 永瀬正敏 - BOSSシルキーブラック、ザ・カクテルバー、BOSS HG、銀BOSS★
- 仲本工事 - BOSSシルキーブラック★、伊右衛門
- 北大路欣也 - BOSS超 [注釈 24]
- 樋口可南子 - BOSS超 [注釈 24]
- 若尾文子 - BOSS超 [注釈 24]
- 天野ひろゆき- BOSSラテミックス
- 佐野岳 - BOSSラテミックス
- 芦田愛菜 - BOSSプライドオブボス
- ガンバレルーヤ - BOSSプライドオブボス
- 小澤慎一朗 - BOSSクラフトボス
- 黒木メイサ - リプトン
- 木村カエラ - リプトンリモーネ
- 高橋マリ子 - リプトンリモーネ
- 矢井田瞳 - リプトンリモーネ
- 松山ケンイチ - ペプシNEX、BOSSシンプルスタイル
- 岡田義徳 - アプレ、CCレモン
- 田代奈織 - 上に同じ
- 松尾れい子 - ビタミンウォーター
- 吉田桂子 - 上に同じ、野菜カロリー計画
- 小田瑞穂 - 燃焼系アミノ式
- 乙葉 - 健康系カテキン式
- 長谷川初範 - 上に同じ
- 満島ひかり - ナチュライ、BOSSプレミアムボス ザ・ラテ
- 忽那汐里 - 烏龍茶
- 江川卓 - 烏龍茶
- 達川光男 - 烏龍茶
- 三船海斗 - 烏龍茶[注釈 25][90][91]
- 佐々木主浩 - 烏龍茶
- 新庄剛志 - 烏龍茶
- 長山藍子 - 黒烏龍茶
- 風間杜夫 - 黒烏龍茶、BOSSレインボーマウンテン
- サモ・ハン・キンポー - 黒烏龍茶など
- 榊原郁恵 - 黒烏龍茶（漫画化された本人の声）
- 彦麻呂 - 黒烏龍茶（漫画化された本人の声）
- 高橋英樹 - 黒烏龍茶（漫画化された本人の声、桃太郎侍に扮して登場）
- 山崎弘也 - 黒烏龍茶（漫画化された本人の声）
- アントニオ猪木 - 黒烏龍茶（漫画化された本人の声）
- 哀川翔 - 黒烏龍茶（漫画化された本人の声）
- 生瀬勝久 - 黒烏龍茶
- 田口浩正 - 黒烏龍茶
- 山崎紘菜 - 黒烏龍茶
- 槇大輔 - 黒烏龍茶（ナレーター）
- ミランダ・カー - 新型烏龍茶、黒烏龍茶、リプトンリモーネ
- 土屋アンナ - DAKARA
- 青木さやか - 上に同じ
- 城島健司 - 上に同じ
- 鈴木えみ - 上に同じ
- ダチョウ倶楽部 - 上に同じ
- 岡田将生 - ビタミンウォーター★
- 波田陽区 - 上に同じ
- 関根勤 - 上に同じ
- 中山秀征 - 上に同じ
- 市毛良枝 - 上に同じ
- 高田純次 - 上に同じ
- 西川史子 - 上に同じ、BOSS FIRST CLASS(ボス ファーストクラス)
- 稲川淳二 - 上に同じ
- 蟹瀬誠一 - 上に同じ
- ピーター・バラカン - 上に同じ
- 松浦亜弥 - 上に同じ
- イモトアヤコ - 上に同じ
- 加藤清史郎 - 上に同じ
- 温水洋一 - 上に同じ
- cica - 上に同じ
- バービー（フォーリンラブ）- 上に同じ
- 楽しんご - 上に同じ
- 三吉彩花 - なっちゃん★
- 森野あすか - なっちゃん
- 岩﨑名美 - なっちゃん
- 本仮屋ユイカ - サントリー天然水
- 中村アヤサ - 上に同じ
- 多部未華子 - 上に同じ
- 映美くらら - 上に同じ
- 菅野莉央 - 上に同じ
- 三村恭代 - 上に同じ
- 邑野みあ - 上に同じ
- 市原隼人 - 上に同じ
- 前田亜季 - 上に同じ
- 倉沢桃子 - 上に同じ
- 西村理沙 - 上に同じ
- 岡本綾 - 上に同じ
- 木佐貫邦子 - 上に同じ
- 白井貴子 - 上に同じ
- 中村麻美 - 上に同じ
- 山崎直子 - 上に同じ
- 早勢美里 - 上に同じ
- 中島ひろ子 - 上に同じ
- 内山信二 - 酸素&ダイエット
- 上野樹里 - やさすい!
- 松本幸四郎 - BOSSゼロの頂点
- 中村敦夫 - BOSS 食後の余韻
- 吹越満 - 上に同じ
- 上川隆也 - 上に同じ
- 佐藤B作 - 上に同じ
- 佐藤蛾次郎 - 上に同じ
- 加藤茶 - 上に同じ
- 伊藤淳史 - BOSS 贅沢微糖
- 国生さゆり - 上に同じ
- 新田恵利 - 上に同じ
- 横田睦美 - 上に同じ
- 立見里歌 - 上に同じ
- 白石麻子 - 上に同じ
- 渡辺美奈代 - 上に同じ
- 城之内早苗 - 上に同じ
- 宮野久美子 - 上に同じ
- 生稲晃子 - 上に同じ
- 布川智子 - 上に同じ
- 杉浦美雪 - 上に同じ
- 増田明美 - 上に同じ、BOSSグリーン
- 桑田真澄 - 上に同じ
- デヴィ・スカルノ - 上に同じ
- 山崎真実 - 上に同じ
- 上野由岐子 - 上に同じ
- デビット伊東 - 上に同じ
- 杉本彩 - 上に同じ
- テリー伊藤 - 上に同じ★
- カンニング竹山 - 上に同じ★
- 田村淳 - 上に同じ★
- やくみつる - 上に同じ★
- くまだまさし - 上に同じ★
- レイザーラモンHG - 上に同じ★
- 橋本愛 - 上に同じ
- 小深山菜美 - 上に同じ
- 菜々緒 - 上に同じ
- 鈴木奈々 - 上に同じ
- 大地真央 - BOSS FIRST CLASS(ボス ファーストクラス)
- とよた真帆 - BOSS FIRST CLASS(ボス ファーストクラス)
- オセロ - CCレモン
- 津川雅彦 - 上に同じ
- 及川光博 - 上に同じ★
- 吉永淳 - 上に同じ★
- 水前寺清子 - 上に同じ★
- 池澤あやか - 上に同じ
- 緑友利恵 - 上に同じ
- 北乃きい - 上に同じ
- 相武紗季 - 上に同じ
- 大沢あかね - 上に同じ
- 武田航平 - 上に同じ
- DA PUMP - 上に同じ
- 木村剛 - 上に同じ
- 松丸祐子 - 上に同じ
- 小橋賢児 - 上に同じ
- 琢磨ゆい - 上に同じ
- 中里栄臣 - 上に同じ
- 角川博 - 上に同じ
- まつゆう - 上に同じ
- 関ジャニ∞ - CCシリーズ[注釈 26]
- 寺島進 - CCシリーズ
- 岡野真也 - CCシリーズ
- 新舛有紀 - CCスポーツ
- 遠藤憲一 - エスプレッソーダ
- 六角精児 - エスプレッソーダ
- 清水あすか - ゲータレード エキストラ
- いとうせいこう - 胡麻麦茶
- 高橋ジョージ - 胡麻麦茶
- 鈴木保奈美 - 胡麻麦茶
- 田辺愛美 - ゲータレード フィットネスウォーター
- 後藤久美子 - オランジーナ
- マリウス葉 - オランジーナ
- サロメ・デ・マート - オランジーナ
- 坂口健太郎 - オランジーナ
- 小林あけみ - カンフー
- 麻生久美子 - 上に同じ、リピュア
- 高樹澪 - トロピカルドリンク
- 渋江譲二 - FINAL FANTASY XII ポーション
- 田野アサミ - FINAL FANTASY VII ポーション
- パパイヤ鈴木 - ドラゴンクエスト とろとろスライム
- 相澤仁美 - ビンゴ☆ボンゴ
- 村上知子 - 野菜カロリー計画
- 中村獅童 - BOSS ハーフ&ハーフ、プロテインウォーター★
- 紺野千春 - 天然水
- 夏川結衣 - 天然水
- 小籔千豊 - 天然水
- 岩尾望（フットボールアワー） - 天然水
- 松岡璃奈子 - ヴィッテル
- ムロツヨシ - ケロッグ飲む朝食
- 壇蜜 - 超ウコン
- 津田寛治 - BOSS
- 細川俊之 - 上に同じ
- 横澤夏子 - おいしい腸活 流々茶
- CREATIVE OFFICE CUE所属タレント一同（鈴井貴之、TEAM NACSほか、北海道限定） - BOSS

双方
- 千葉真一 - ビア吟生、なっちゃんスムージー
- 仙道敦子 - サスケ、樹氷
- 沢口靖子 - TESS、サントリーV.S.O.P
- 沢尻エリカ - ペプシNEX、ほろよい
- 木内晶子 - ごめんね。、ダイエット（生）
- 田中麗奈 - なっちゃん、BOSS HG（フジカラーお正月を写そうCMとのコラボ）、スーパーチューハイ、モルツ
- 加藤茶 - 冷撰洋酒、BOSS大人の流儀、BOSSシルキーブラック★、伊右衛門
- 香取慎吾 - カンフー、BOSS、ザ・プレミアムモルツ、オールフリー
- 加山雄三 - サントリー純生、サントリービール、黒烏龍茶（漫画化された本人の声）、BOSSプライドオブボス、オールフリー
- 菅野美穂 - ビタミンウォーター、豊か<生>、角瓶、「角ハイボール第二章」メインCMキャラクター
- 北川景子 - レッツ、カプセラ、金麦クリアラベル
- 木村文乃 - BOSSレインボーマウンテン、天然水、フォレスティ 森のソーダ、オランジーナ
- 桐島かれん - BOSSシルキーブラック、オールフリー
- 國村隼 - BOSS、オールド
- 小泉今日子 - フルーツアップ、マグナムドライ、DAKARA
- 柴咲コウ - リピュア、フレシネ・リプトン、ハーゲンダッツ、のんある気分
- 中村アン - リプトンリモーネ、プレシャス
- 福山雅治 - ダイエット、ペプシNEX
- 藤岡弘、 - ゼロナマ、BOSSクラフトボス
- 堀北真希 - なっちゃん、ほろよい★
- 高橋由伸 - ペプシ、マグナムドライ爽快仕込、オールフリー
- 玉木宏 - ヴィッテル、ほろよい
- 塚地武雅 - 黒烏龍茶、オールフリー
- 遠山景織子 - 南アルプスの天然水、ザ・カクテルバー、BOSSレインボーマウンテン
- 二階堂ふみ - ほろよい、デカビタC
- 西島秀俊 - マドンナ、大地と水の恵み、BOSS贅沢微糖、-196℃ストロングゼロ
- 野村周平 - ほろよい、ペプシNEX
- 原田芳雄 - モルツ、BOSS、角瓶
- 松崎しげる - マグナムドライ、黒烏龍茶
- 松重豊 - オールフリー、伊右衛門、BOSSプライドオブボス、こくしぼり
- 水原希子 - 並行してハーゲンダッツ、山崎、The O.N.E（ザ・ワン）、ザ・プレミアムモルツ＜香るエール＞
- 光浦靖子 - ニチレイアセロラドリンク、オールフリー★
- 武藤敬司 - BOSS 贅沢微糖、-196℃
- 森口瑤子 - ポケメシ、デリカメゾン
- 草刈正雄 - 黒烏龍茶（ハンサム部長の声）
- 和田アキ子 - サントリーエード、MDゴールデンドライ、ジョッキ生★
- 八嶋智人 - BOSS、リラックス、ジョッキ生★
- 森山未来 - 金麦クリアラベル、天然水
- 吉村美紀 - オールド、烏龍茶
- 渡部豪太 - 天然水、角瓶
- 東幹久 - キールロワイヤル、トロッタスパークリング
- 生田斗真 - 澄みわたる梅酒、デカビタC
- 石井正則 - CCレモン、ジョッキ生★
- 石田ゆり子 - ヨーグルトフィズいちご、BOSSプレミアムボスリミテッド
- 伊勢谷友介 - ザ・カクテルバー、山崎、ペプシDRY、ペプシスペシャル
- イチロー - ペプシ、ザ・プレミアムモルツ
- 伊藤歩 - ピコー、オールド
- 稲垣吾郎 - 銀BOSS（ANA全日空上海キャンペーンCMとのコラボ）、スーパー・チューハイ、オールフリー
- 大塚寧々 - はなうた、天然水★
- 大橋巨泉 - サントリービール純生、BOSS
- 大平透 - カールスバーグ、CCレモン、黒烏龍茶（笑ゥせぇるすまん・喪黒福造の声）
- YOU - 紅茶のお酒（FAIRCHILD時代）、黒烏龍茶（ハンサム部長の妻役）、カロリ。
- 優香 - カロリ。
- 和久井映見 - モルツ、BOSSプライドオブボス
- ダウンタウン - ペプシスペシャル&ペプシNEX（恐竜CGアニメの声のみで出演、コンビでTESS、松本人志は スーパーブルー、浜田雅功は サントリーV.O. キレ味（生）に出演していた）
- 武田鉄矢 - サントリーオールド、BOSSレインボーマウンテン、ペプシNEX、オランジーナ
- 佐藤江梨子 - ザ・カクテルバー、BOSSレインボーマウンテン
- 佐々木希 - ラッキーサイダー、BOSSファーストクラス、カロリ。★
- 真田広之 - 和ウィスキー膳、モルツ、清流七茶
- 長谷川理恵 - ピコー三ツ星紅茶、リキュール共通
- 本上まなみ - ビタミンウォーター、緑黄色野菜ありがと、モルツ
- あおい輝彦 - 白角、BOSS
- 佐藤允 - 純生、BOSS
- 伊吹吾郎 - 白角、BOSSレインボーマウンテン、-196℃ストロングゼロ

外国人
- アブドーラ・ザ・ブッチャー - サントリーレモン
- カーペンターズ - サントリーポップ
- サミー・デイヴィスJr. - ホワイト
- ハービー・ハンコック - 上に同じ
- レイ・チャールズ - 上に同じ
- ロン・カーター - 上に同じ
- クラーク・テリー&ジョン・ファディス - 上に同じ
- ザ・ガッド・ギャング - 上に同じ
- デュラン・デュラン - サントリーQ
- マット・ディロン - リザーブ・シルキー
- ミッキー・ローク - リザーブ
- ボブ・ジェームス - 上に同じ
- マイク・タイソン - サントリードライ
- ポーラ・アブドゥル - サントリーワイン「カリフォルニア」
- ピーター・フォーク - ローヤル
- ショーン・コネリー - クレスト12年
- マンハッタン・トランスファー - V.S.O.P
- シンディ・クロフォード - 新V.S.O.P
- ユアン・マクレガー - ビートニック
- ケリー・チャン - マドンナ
- メグ・ライアン - のほほん茶
- 滝川クリステル - リラックス
- チャン・グンソク - ソウルマッコリ
- 観月ありさ - ソウルマッコリ
- レオナルド・ディカプリオ - ジムビーム
- リチャード・ギア - オランジーナ（「TORA」役）

番組コラボキャンペーン・企業CM
- 桂歌丸、三遊亭小遊三、三遊亭好楽、林家木久扇、春風亭昇太、三遊亭円楽、林家たい平、山田隆夫 - 笑点コラボキャンペーン（2007年・2008年・2009年春・2010年春）- 福T・半袖（2007年春）、福T・長袖（2007年秋）、福バッグ（2008年春）、福ジャン（2008年秋）、福T・1200種（2009年春）、ソーラー福バッグ（2010年春）
- 松平健 - 暴れん坊将軍コラボキャンペーン（2009年秋・2010年秋・2011年秋）- 食材御三家1年分（2009年秋）、天下5麺1年分（2010年秋）、上様ダウンCollection（2011年秋）★
- ザ・ドリフターズ - 8時だョ!全員集合コラボキャンペーン（2012年春）- 全国20か所の温泉宿宿泊券（2012年春）*CMは『全員集合』当時の映像をCG合成している。キャンペーンは2011年春に行う予定だったが、同年春に発生した東日本大震災の影響で1年延期された。
- 高島彩 - 企業CM、秋楽★
- 黛英里佳 - 秘密のケンミンSHOWコラボCM『角ハイボール』篇（2013年）『プレミアムモルツ』篇（2013年）『金麦』篇（2013年）『DAKARA』篇（2014年）

### 歴代キャンペーンガール
- 1988年（昭和63年） - 原田貴和子（原田知世の姉）
- 1989年（平成元年） - 田島都
- 1990年（平成2年） - 鈴木京香
- 1991年（平成3年） - 畑知子
- 1992年（平成4年） - 中村綾
- 1993年（平成5年） - 及川麻衣
- 1994年（平成6年） - 遠野舞子
- 1995年（平成7年） - 高田ゆき
- 1996年（平成8年） - かのこ（神山洋子）、白鳥智恵子

- 1997年（平成9年） - 七森美江、白鳥智恵子
- 1998年（平成10年） - 須之内美帆子、北原まゆ
- 1999年（平成11年） - 斎藤繭子、釈由美子
- 2000年（平成12年） - 小谷亜希子、黒羽夏奈子
- 2001年（平成13年） - 本橋里紗、仙川明
- 2002年（平成14年） - 城山未帆、千尋
- 2003年（平成15年） - 尾上綾
- 2004年（平成16年） - 安田美沙子

2004年（平成16年）を最後に終了した。

## ラジオ番組

### スポンサー番組

#### 単独スポンサー

##### 現在（単独スポンサー）
- サントリー生ビールpresents 菅井友香の＃今日も推しとがんばりき（文化放送）

##### 過去（単独スポンサー）
- トリス・ジャズ・ゲーム（文化放送）
- 百万人の音楽（TBSラジオ）
- サントリー・なるほどコール 赤坂5丁目分室（TBSラジオ・小堺一機のサタデーウィズ→久米宏 ラジオなんですけど内コーナー）
- サントリー・サウンドマーケット（FM東京系列全国ネット／1982年4月 - 1992年3月）
- ラジオ・パラノイア（FM東京）
- SUNTORY ROCK ARENA（TOKYO FM系列全国ネット／2001年4月 - 2002年3月）
- 田中麗奈のSUNTORY MUSIC ARENA（TOKYO FM系列全国ネット／2002年4月 - 2003年9月）
- ミュージック・スコープ（TOKYO FM）
- サントリー・サタデー・ウェイティング・バー（TOKYO FM系列全国ネット、土曜午後5時／1992年4月 - 2013年3月）
- サントリー・健康三ちゃん（TBSラジオ・土曜ワイドラジオTOKYO 永六輔その新世界内コーナー）
- SUNTORY J-HITS TOP 20(FM802、土曜午後1時〜午後2時55分)

## PR誌
- 洋酒天国　トリスバーの常連客へのサービスとして1956年4月から1963年1月まで発行。
- Liquor Shop　酒販店向けに1979年9月から2003年12月まで発行。
- サントリー・クォータリー　広報誌として1979年1月から2009年4月まで発行。

## スポーツ
- 日本プロサッカーリーグ（1993-2007年までオフィシャルスポンサー。1993-95年はステージスポンサー<第1ステージ>、1993-2004年<除・1996年>はチャンピオンシップも兼務）
- 鹿島アントラーズ（オフィシャルスポンサー）
- 川崎フロンターレ（オフィシャルスポンサー）
- 横浜F・マリノス（オフィシャルパートナー）
- 東京ユナイテッドバスケットボールクラブ（オフィシャルクラブパートナー）
- 読売ジャイアンツ（毎年夏に「ザ・プレミアム・モルツ」の読売ジャイアンツラベルの缶を発売。創業者・経営者の鳥居・佐治一族も熱狂的な巨人ファンで有名）
- サントリーサンバーズ大阪（SVリーグ・男子 大阪市）
- 東京サントリーサンゴリアス（ジャパンラグビーリーグワン 東京都府中市）
- サントリーオープンゴルフトーナメント ※ 2007年（平成19年）で大会終了
- 宮里藍 サントリーレディスオープンゴルフトーナメント
- サントリーカップ全日本バレーボール小学生大会
- サントリーカップ全国小学生タグラグビー選手権大会
- ニューイヤー駅伝

## 諸問題・騒動

### 差別発言
1988年（昭和63年）2月28日、当時の社長・佐治敬三が述べた「東北は熊襲の産地。文化的程度も極めて低い」との差別発言が問題となり、国会の予算委員会でも取り上げられる事態となった。これにより文化人として知られていた佐治の教養と人格を疑われたと同時に、自社の営業に大いにダメージを受けた。サントリーは東北と九州の両地区で激しい非難に晒され、特に東北地方では全てのサントリー製品が撤去されるほどの事態となり、後年まで尾を引くこととなった。宮城県がウイスキーの大消費地（全国で2位、1人あたりでは突出して1位）であり、あわせてニッカウヰスキーの主力工場（宮城峡蒸留所）が存在することもサントリーとしては大きなダメージであった。

### 「日本海」呼称問題
2011年（平成23年）4月、サントリー公式ウェブサイト内の『鏡月グリーン（韓国焼酎）』商品紹介ページにおいて、商品名の由来を紹介する文章中で「日本海」を「韓国 / 東海（日本海）」と表記し公開していた。これがきっかけとなって商品関連サイト の炎上、抗議の続出という事態となり、同社は同年8月19日に該当表記を削除した上で、謝罪文を掲載した。なお同社は、過去（確認される限り、2001年が最古） にも同商品の広告で「東海（日本海）」の表記を行なっており、2005年（平成17年）には抗議を受けて表記を一旦訂正している。

### 盗作デザイン
2015年8月、キャンペーンでプレゼントしていたトートバッグのうち佐野研二郎がデザインした一部のトートバッグについてデザインが盗作であるとして賞品の取り下げと発送中止を行った。

### 定年制度への発言
2021年9月、サントリーホールディングスの新浪剛史社長は経済同友会で「45歳定年制を敷いて会社に頼らない姿勢が必要だ」と述べ、社会保障の支え手拡大の観点から、企業に定年の引き上げようとする政府とは逆の立場を示している。この結果、SNSなどでは「45歳での転職は普通の人では無理」「単にリストラではないか」といった批判が相次いだ。

### 「桜を見る会」前夜祭への酒類無償提供
2022年5月29日付しんぶん赤旗日曜版は、サントリーホールディングスが2016年から2019年までの安倍晋三元首相の後援会が主催する「桜を見る会」前夜祭に毎年約15万円分もの同社の酒類を無償提供していたことを報じた。同紙発行に先駆け、同紙公式Twitterが5月25日に紙面の一部を投稿し 大きな反響を呼んだ。同年12月16日、告発を受け捜査していた東京地方検察庁特別捜査部は、サントリー社員については公訴時効成立、安倍元首相の秘書らは嫌疑不十分のため、いずれも不起訴処分とした。

## その他
- 本社ビルが完成した1971年（昭和46年）より、夏場に屋上で「サントリービアガーデン」を営業しており、大阪の風物詩となっている。
- 伊豆急行線が開業した頃、新商品発売記念行事の一環として「スコールカー」と名付けた食堂車1輌を同社に寄贈した。

- 1985年（昭和60年）に茨城県筑波郡（現・つくば市）で開かれた科学万博-つくば'85に『燦鳥館』（サントリー館）を出展した。
- また1990年（平成2年）には、大阪府大阪市で開催されたEXPO'90-花の万博に、『サントリー館』を出展した。
- 日本生活協同組合連合会との提携により「コープ・ダイエット生」350ミリリットル缶を全国の生協へ供給している。内容は通常のダイエット生と同一であるが、缶や6本パックの包装に「co-op」のロゴが印字され、通常商品より少し安く販売されている。
- 渋谷公会堂の施設命名権を渋谷区から電通を介して2006年（平成18年）10月1日からの5年間4億2千万円で購入し「渋谷C.C.Lemonホール」となった。
- PlayStation 2のゲームソフト「龍が如く」・「龍が如く2」の作中では、サントリーの協賛により、サントリーの清涼飲料水及び酒が実名で販売されていて買うことが出来る。
- 2011年（平成23年）春に実施予定の8時だヨ!全員集合コラボキャンペーン第1弾は、東日本大震災により2012年春に延期。（賞品は温泉宿宿泊券）

### 関係する企業
- スモカ歯磨 - 当初壽屋が製造販売していた。
- サン・アド - グループ企業である、クリエイティブ集団&広告制作プロダクション。
- 鴻池運輸
- ブリタニカ・ジャパン
- 阪急阪神東宝グループ
- 読売新聞グループ本社
- 東京ドーム
- パレスホテル
- 日本テレビ放送網（日本テレビホールディングス）
- TBSテレビ（TBSホールディングス）
- パイオニア（オンキヨーテクノロジー、ティアック）
- あみだ池大黒
- パナソニック

### 関係する人物
- 竹鶴政孝 - 寿屋山崎蒸溜所初代工場長。
- 片岡敏郎 - 寿屋元広告部長。
- 久保田孝 - 寿屋元広告部。久保田宣伝研究所(現・宣伝会議)創設者。
- 山口瞳 - 元社員。PR雑誌「洋酒天国」の編集や、コピーライター。
- 開高健 - 元社員。PR雑誌「洋酒天国」の編集や、コピーライター。
- 柳原良平 - 元社員。PR雑誌「洋酒天国」の編集や、コピーライター。
- 仲畑貴志 - サン・アドに在籍していたコピーライター。1980年代には糸井重里らと共に、コピーライターブームの旗手として、活躍したことでもその名を知られる。
- 一倉宏 - 元社員。現在もコピーライター、作詞家として活躍。
- 伊集院静 - 作家・作詞家。毎年4月1日の各新聞の広告欄に掲載される広告のコラム『新社会人おめでとう』を執筆している。
- 椎名誠
- 清宮克幸 - ラグビーチーム・サントリーサンゴリアス元監督（現：ヤマハ発動機ジュビロ監督）。
- 斎藤由香 - 広報誌『サントリークォータリー』の編集を経験。
- 佐藤真海 - 義足の女子陸上選手。子会社社員。
- 山田健 - 「サントリー世界のワインカタログ」の編集長。
- 橋本忠夫 - 取締役、サントリー食品工業社長、サントリーロジスティクス取締役会長を歴任。多摩大学経営情報学研究科長。
- 叡南祖賢 - 千日回峰行大行満大阿闍梨、 社訓の「やってみなはれ」は相談に来た信者の鳥井信治郎を祖賢大阿闍梨が励ました言葉が由来。